# Représentations diplomatiques en Argentine

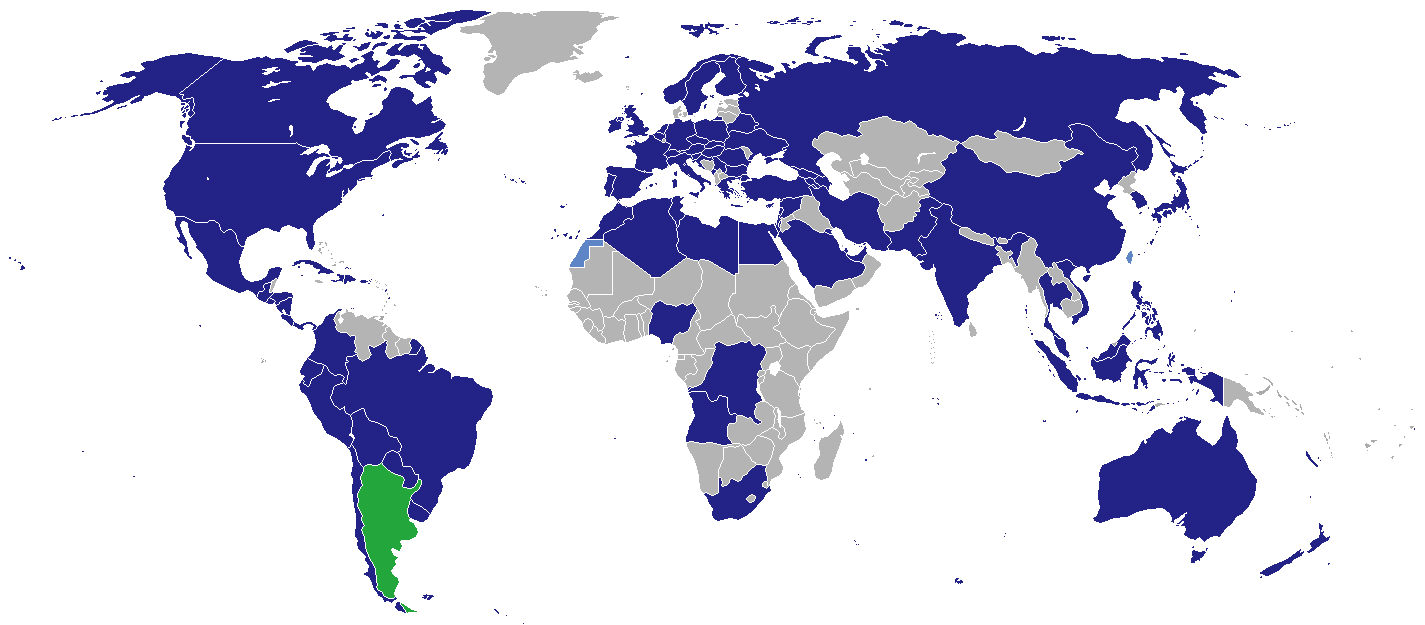
Carte des pays ayant une représentation en Argentine

Voici une liste des représentations diplomatiques en Argentine.
Il y a actuellement 84 ambassades à Buenos Aires, et de nombreux pays possèdent des consulats dans d'autres villes argentines (sans compter les consulats honoraires).

## Représentations diplomatiques àBuenos Aires

### Ambassades
| - Afrique du Sud - Algérie - Allemagne - Angola - Arménie - Australie - Autriche - Azerbaïdjan - Belgique - Biélorussie - Bolivie - Brésil - Bulgarie - Canada - Chili - Chine - Colombie - Corée du Sud - Costa Rica - Croatie - Cuba | - Égypte - Émirats arabes unis - Équateur - Espagne - États-Unis - Finlande - France - Géorgie - Grèce - Guatemala - Haïti - Honduras - Hongrie - Inde - Indonésie - Iran - Irlande - Israël - Italie - Japon - Koweït | - Liban - Libye - Malaisie - Maroc - Mexique - Monténégro - Nicaragua - Nigeria - Norvège - Nouvelle-Zélande Ordre souverain de Malte - Pakistan - Palestine - Panama - Paraguay - Pays-Bas - Pérou - Philippines - Pologne - Portugal - Qatar | - République démocratique du Congo - République dominicaine - République tchèque - Roumanie - Royaume-Uni - Russie - Salvador - Serbie - Slovaquie - Slovénie - Suède - Suisse - Syrie - Thaïlande - Tunisie - Turquie - Ukraine - Uruguay - Vatican - Venezuela - Viêt Nam |

### Autres représentations et délégations
- Taïwan (Bureau économique et culturel (en))
- Union européenne (Délégation)

### Galerie

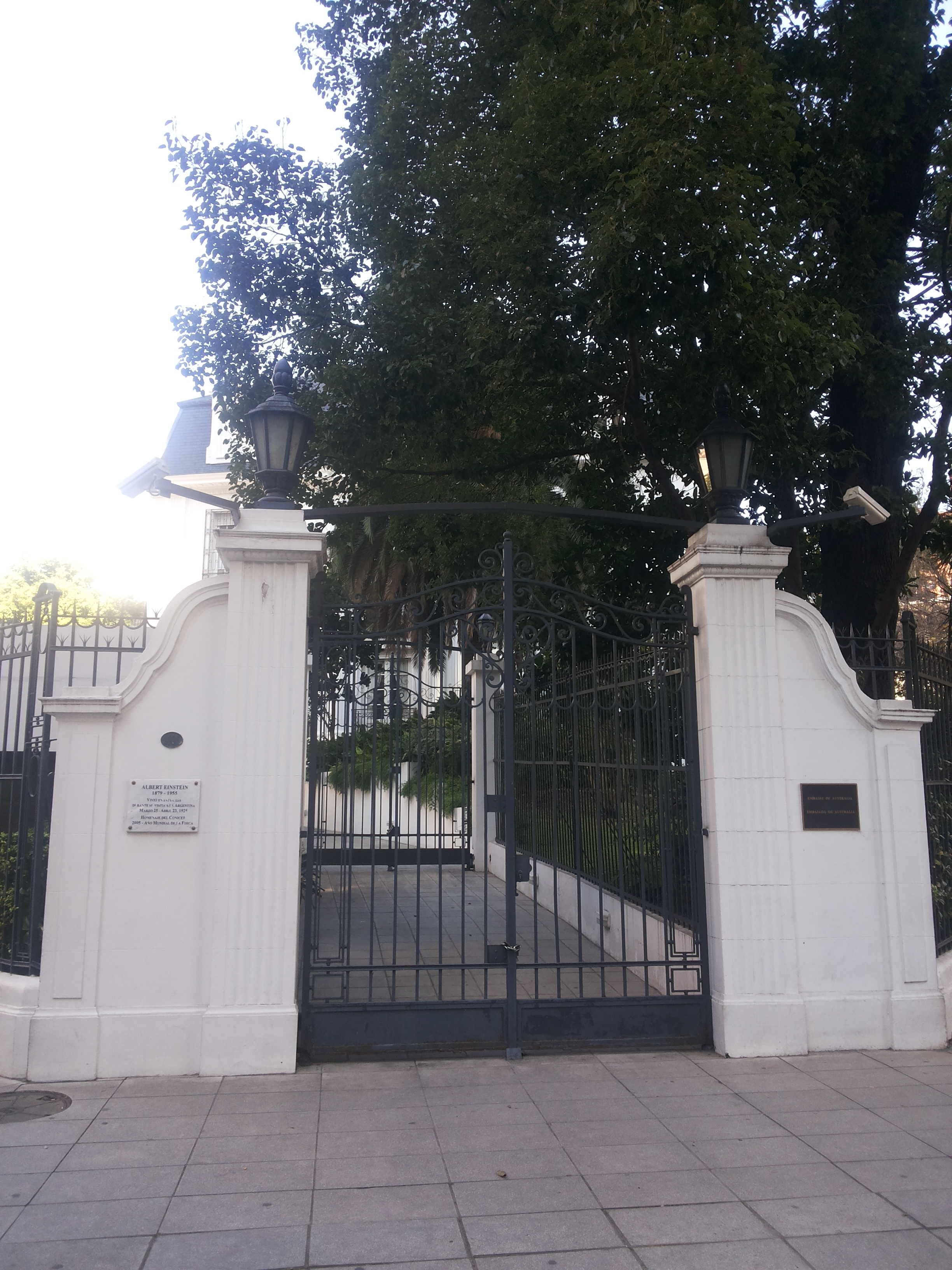
Ambassade d'Australie
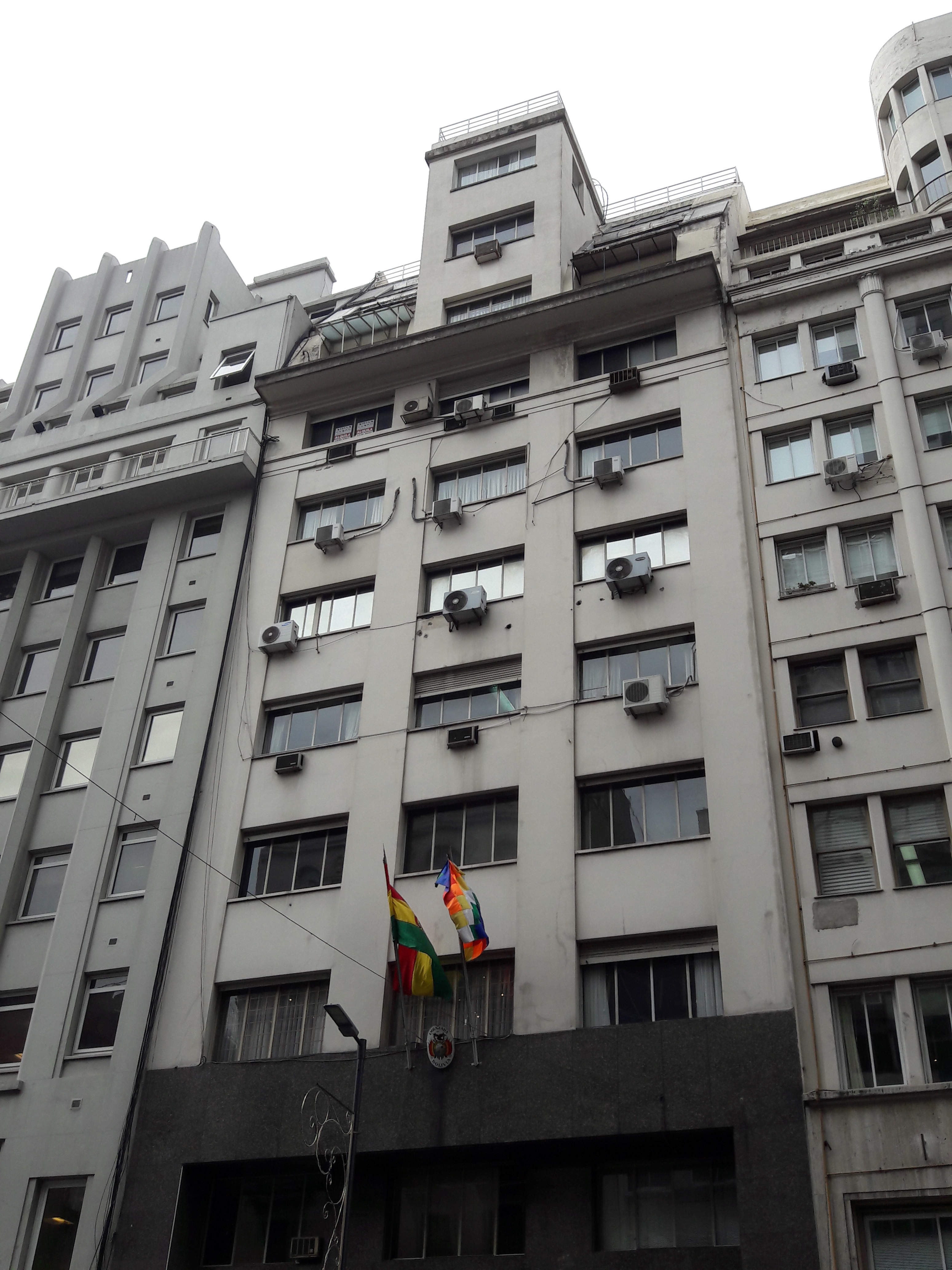
Ambassade de Bolivie
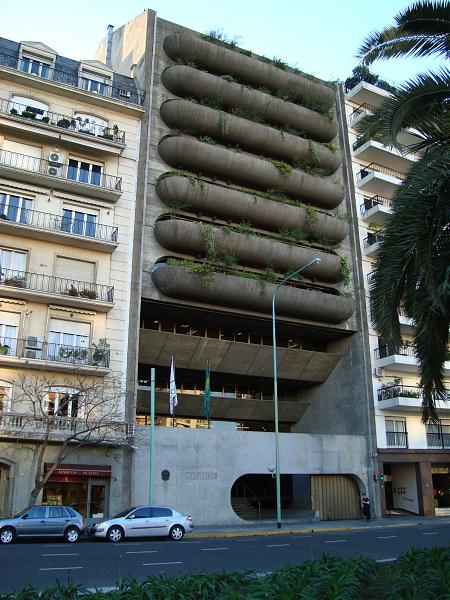
Ambassade du Brésil
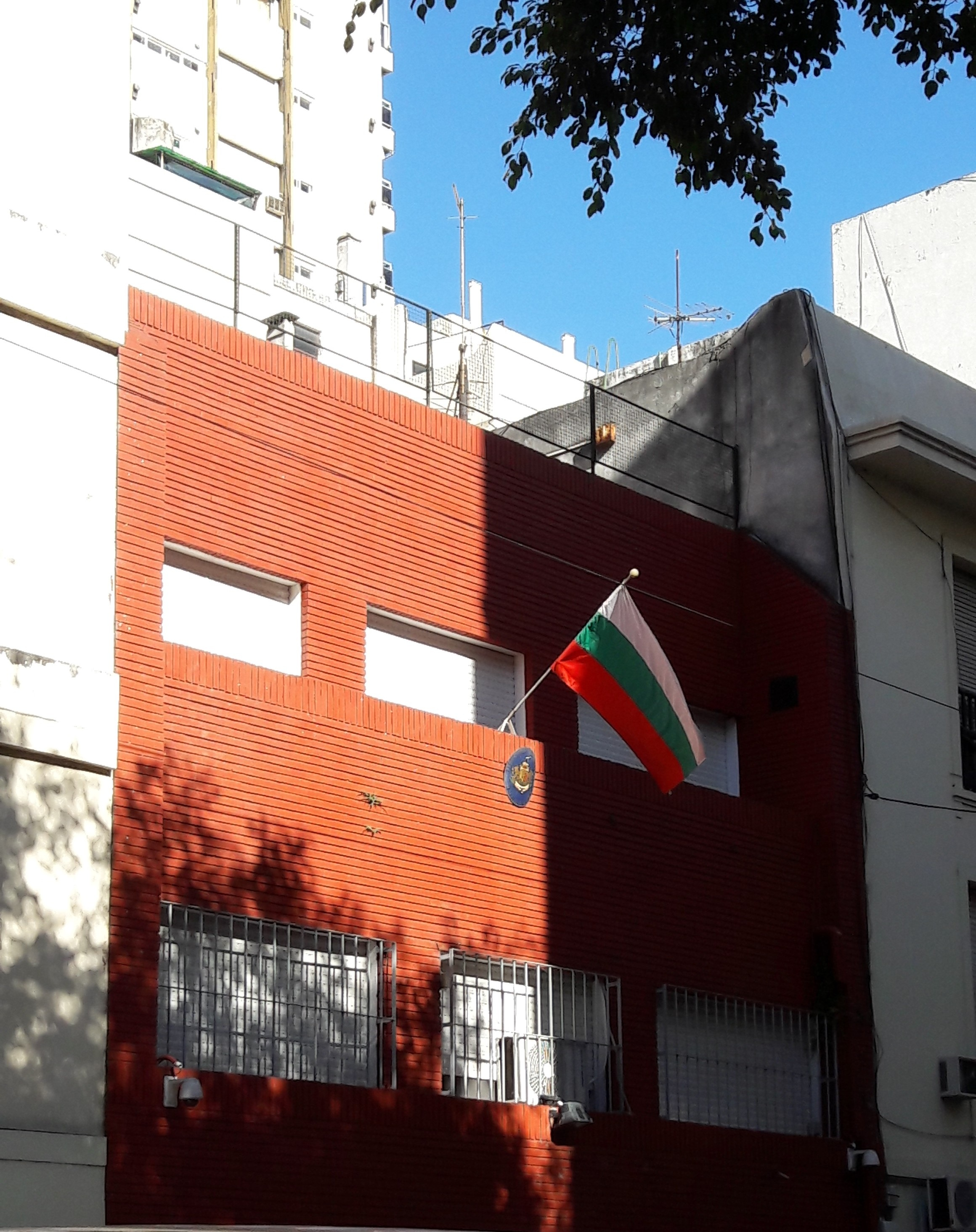
Ambassade de Bulgarie
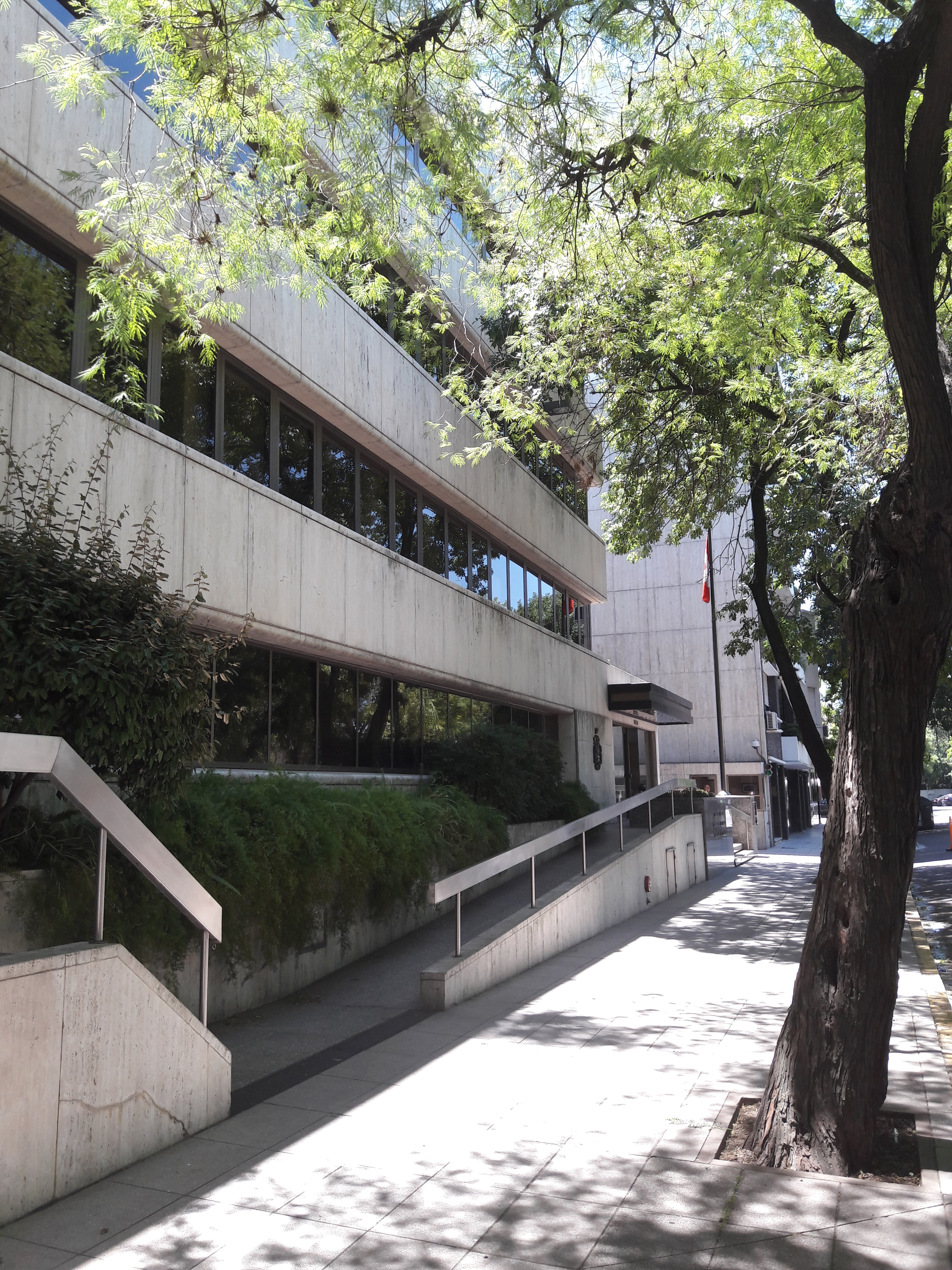
Ambassade du Canada
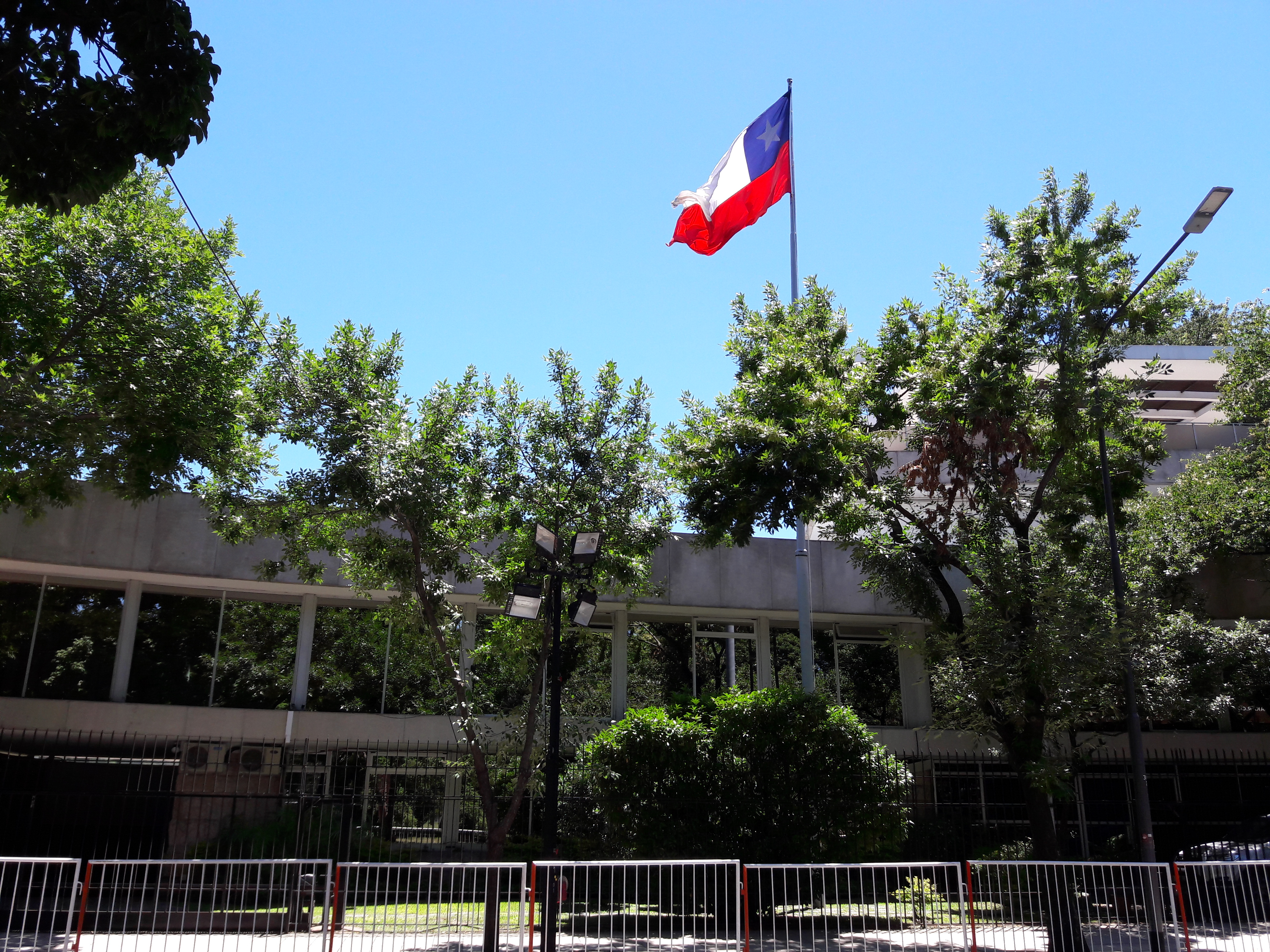
Ambassade du Chili
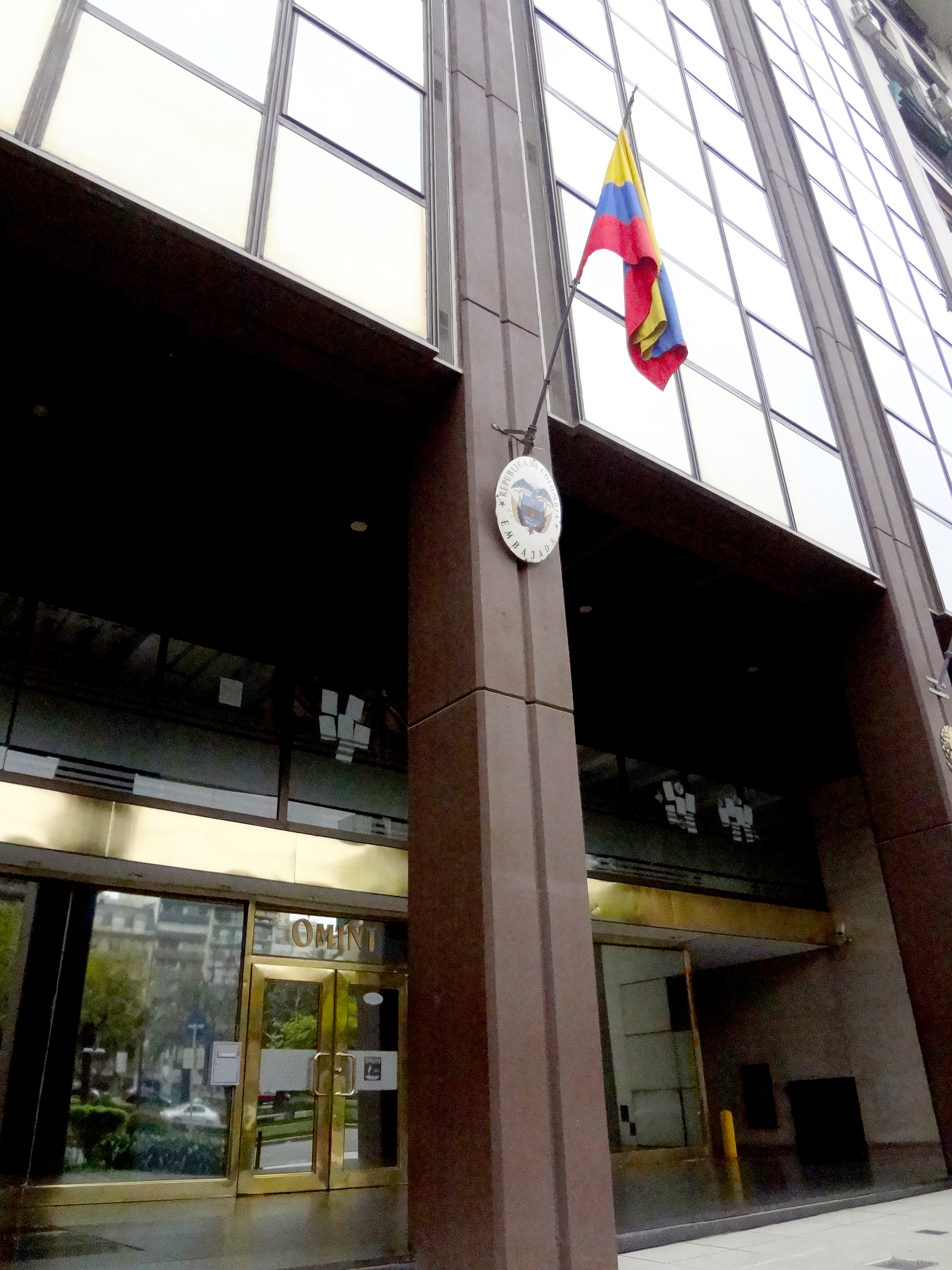
Ambassade de Colombie
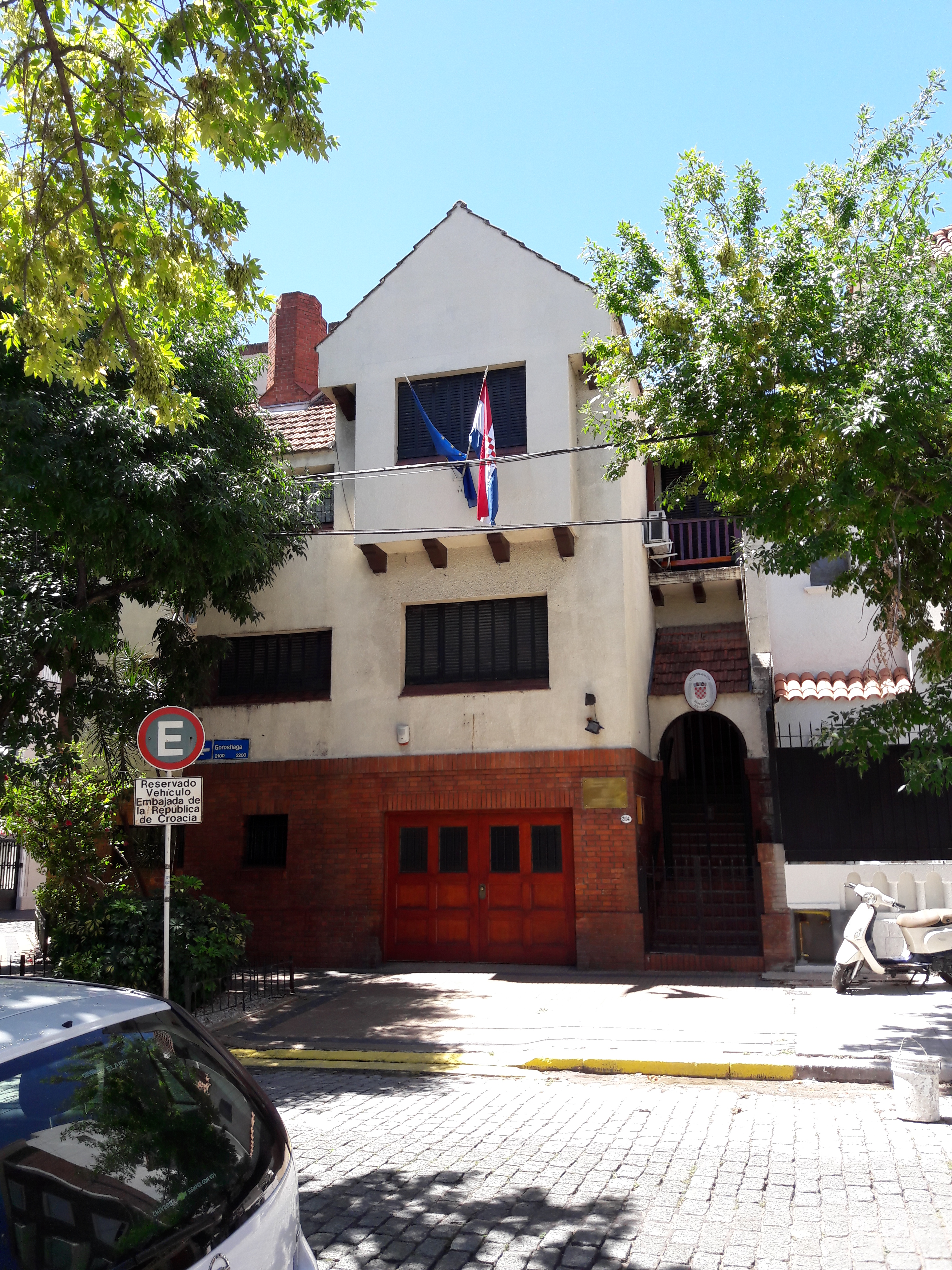
Ambassade de Croatie
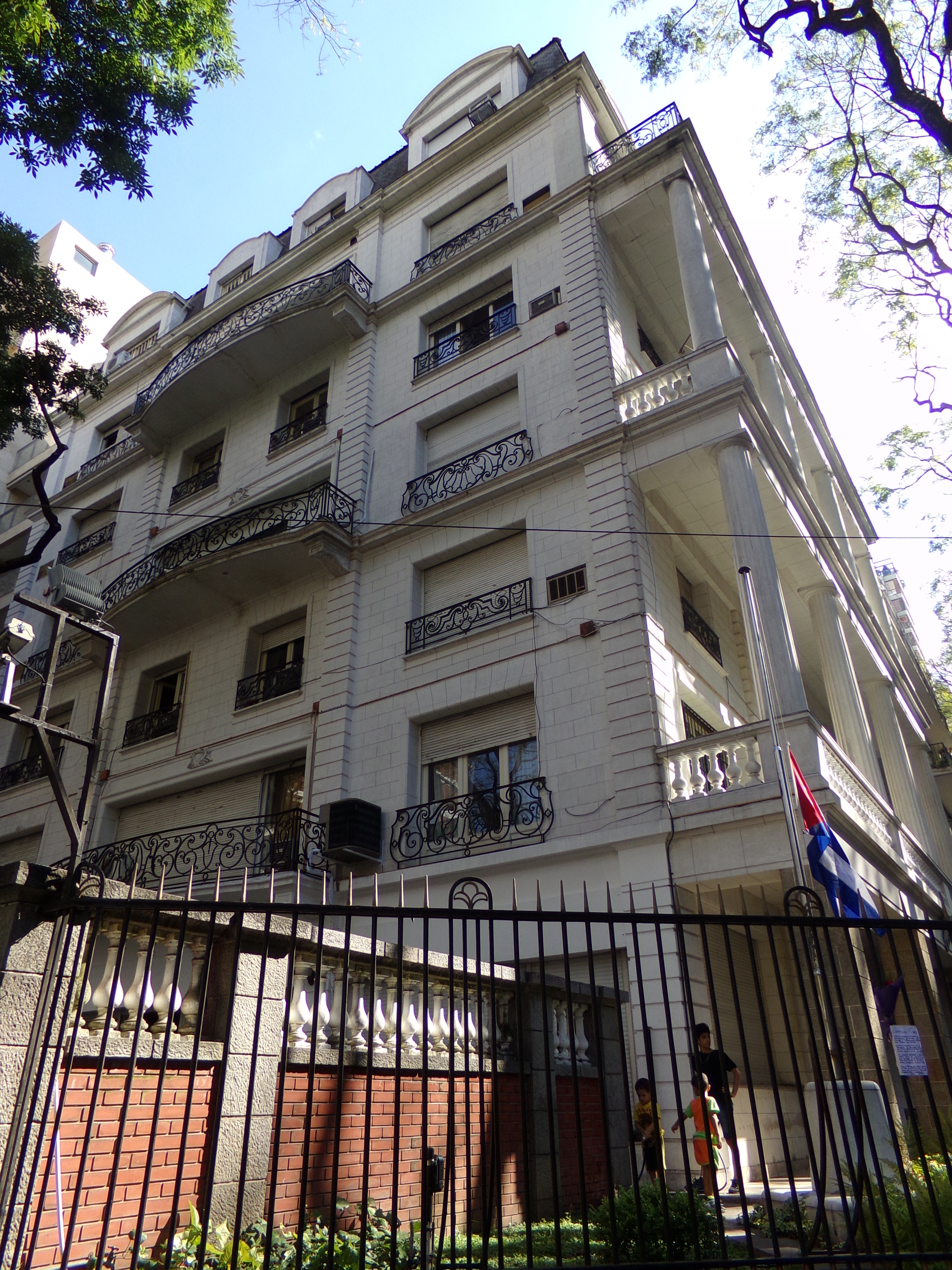
Ambassade de Cuba
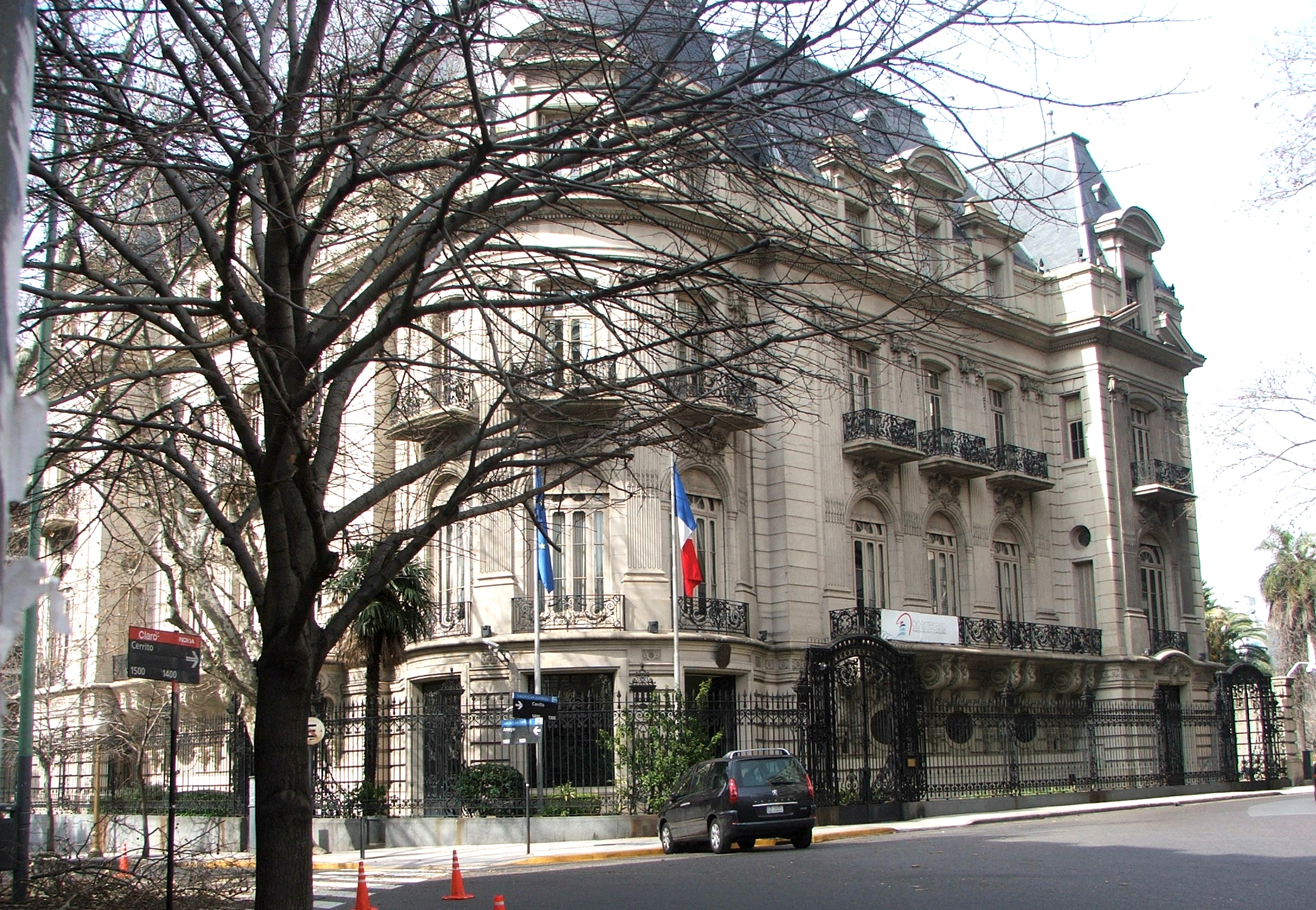
Ambassade de France
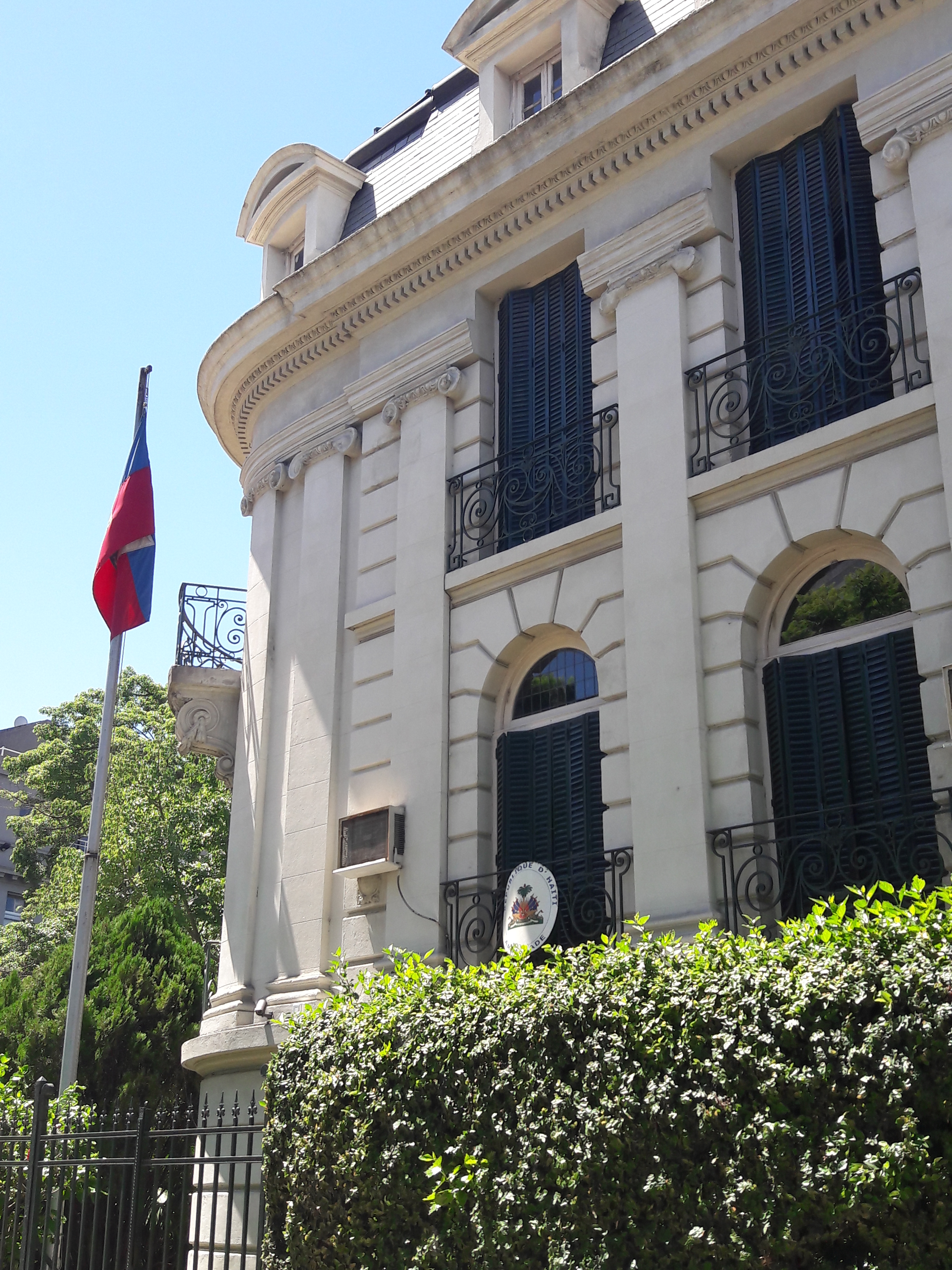
Ambassade d'Haïti
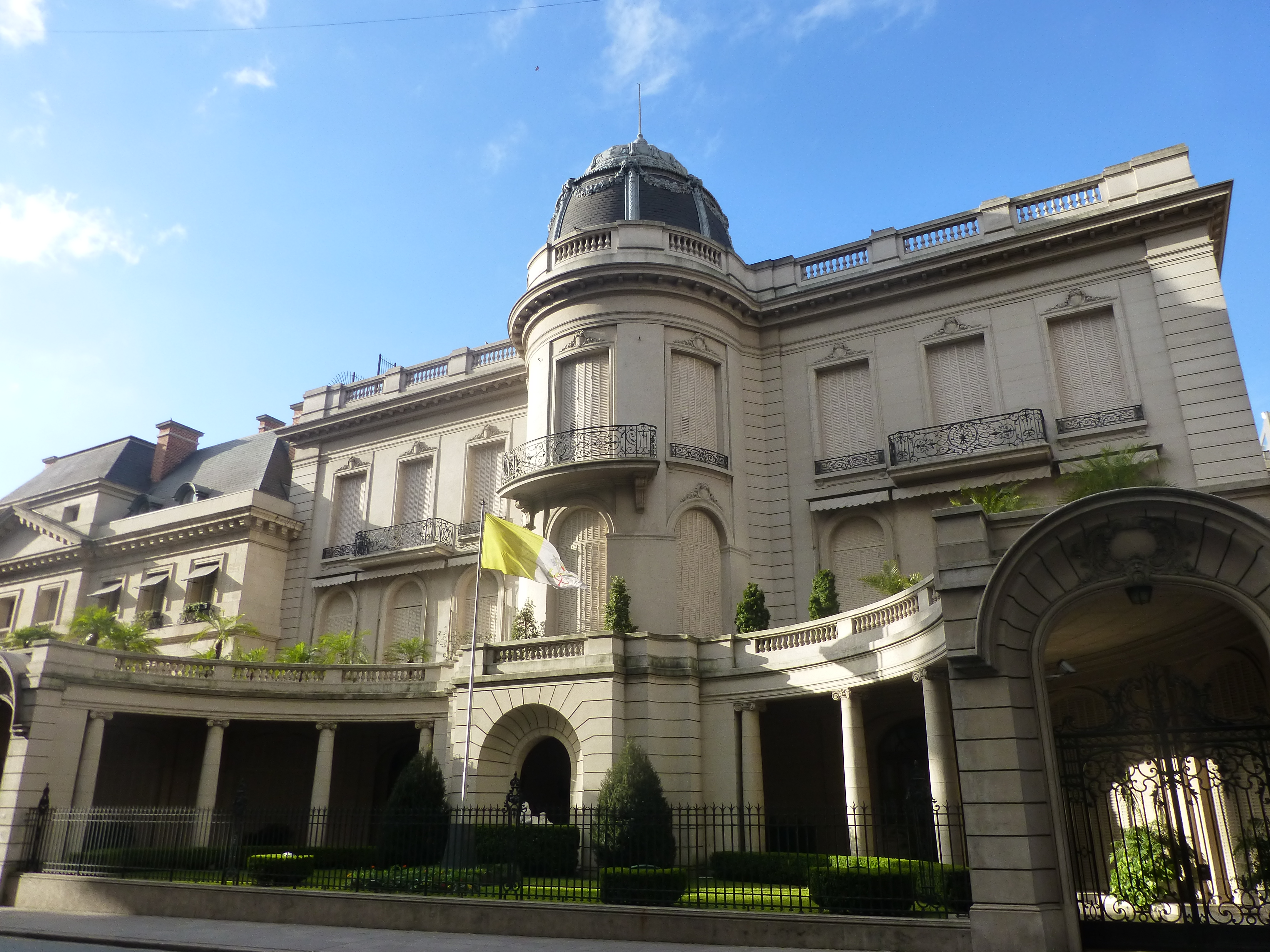
Nonciature apostolique du Saint-Siège
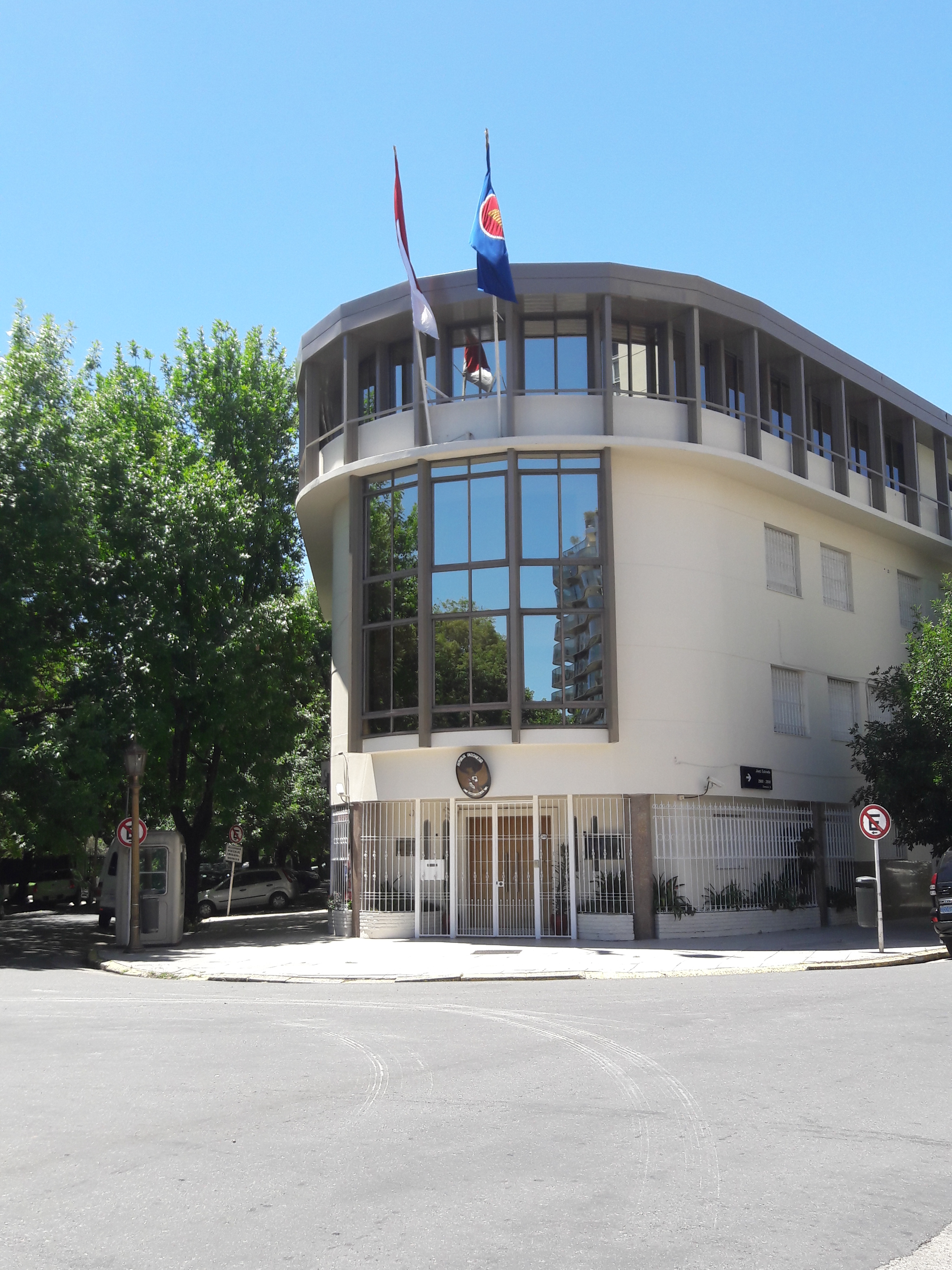
Ambassade d'Indonésie
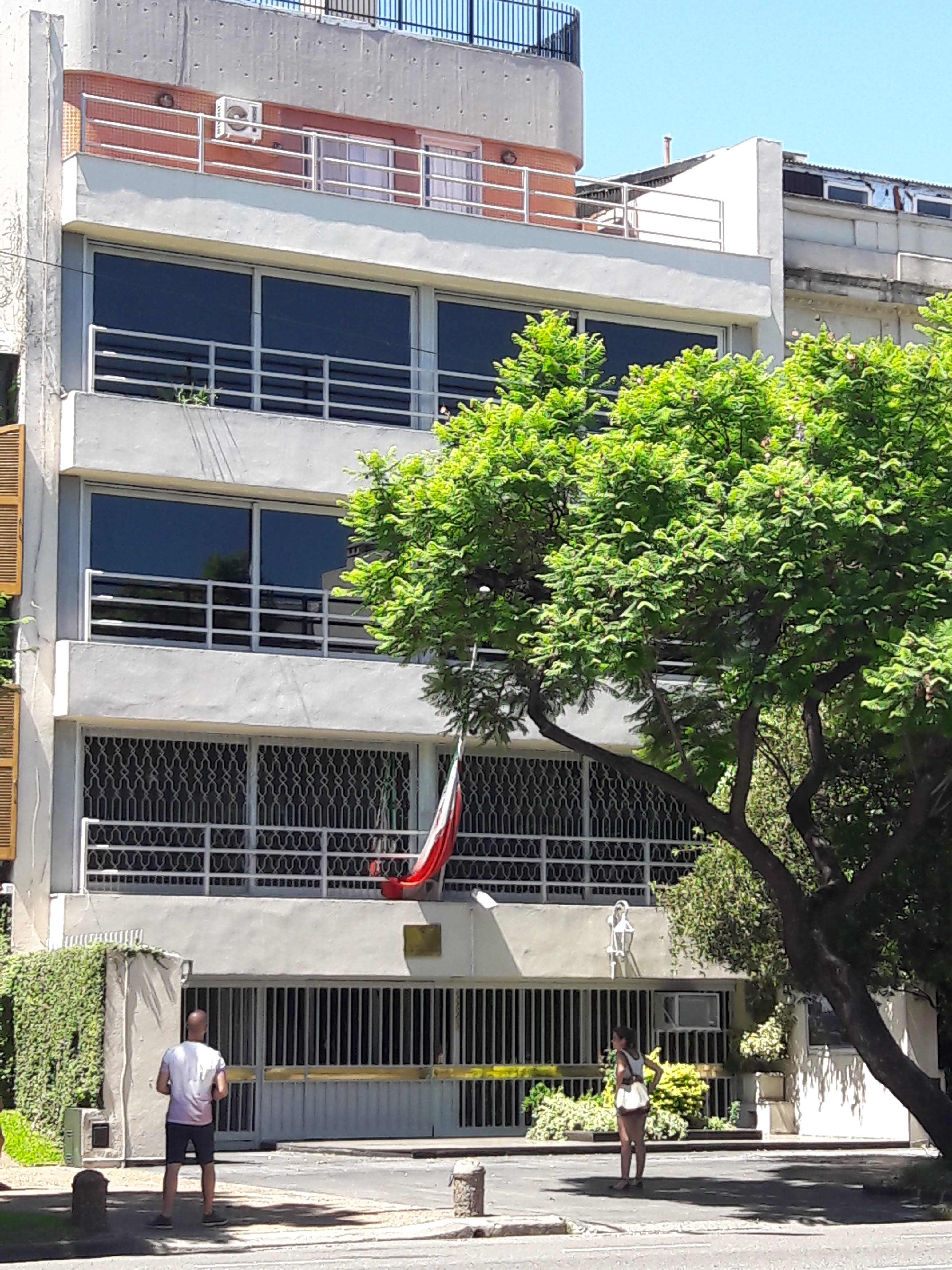
Ambassade d'Iran
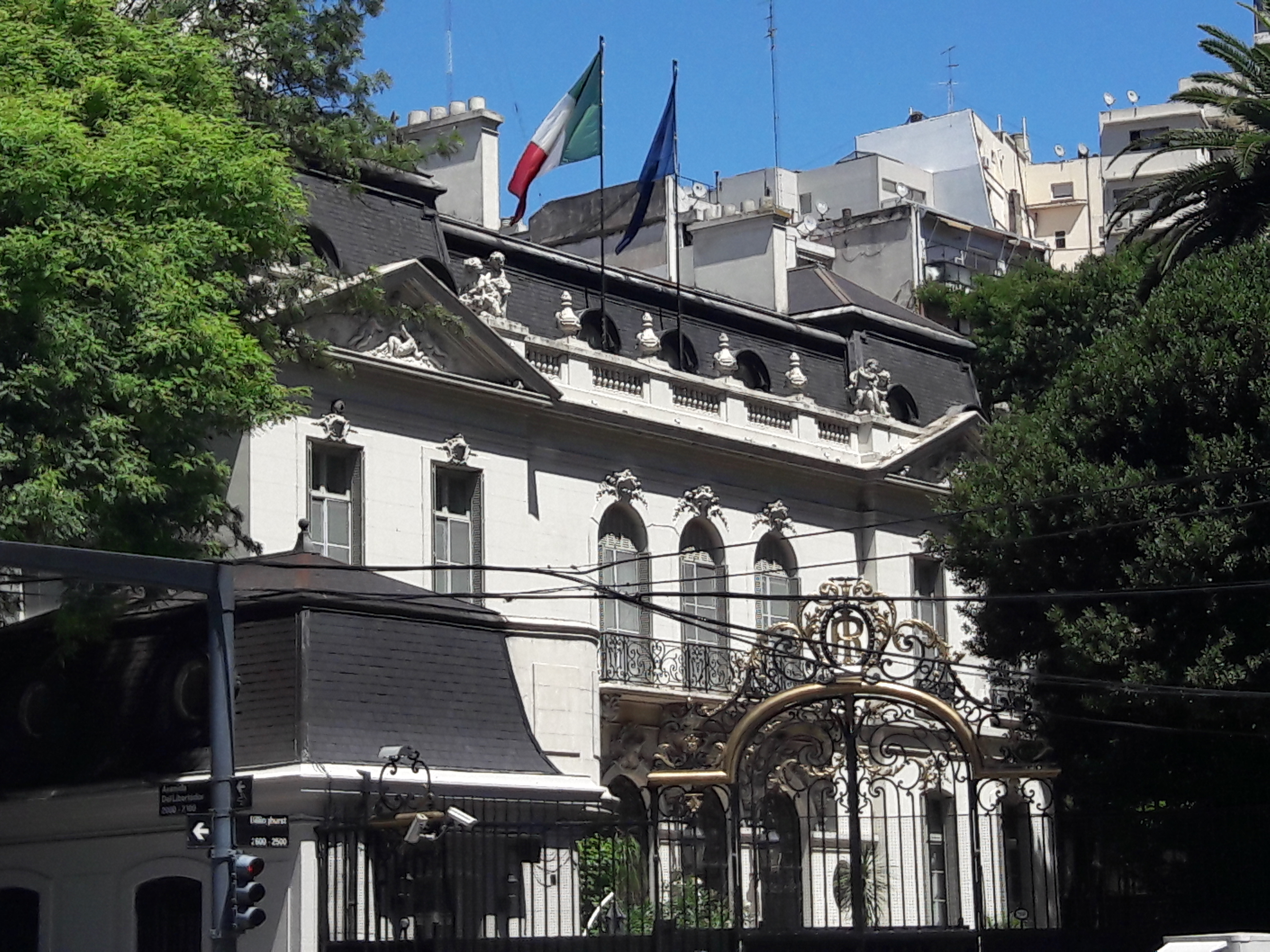
Ambassade d'Italie
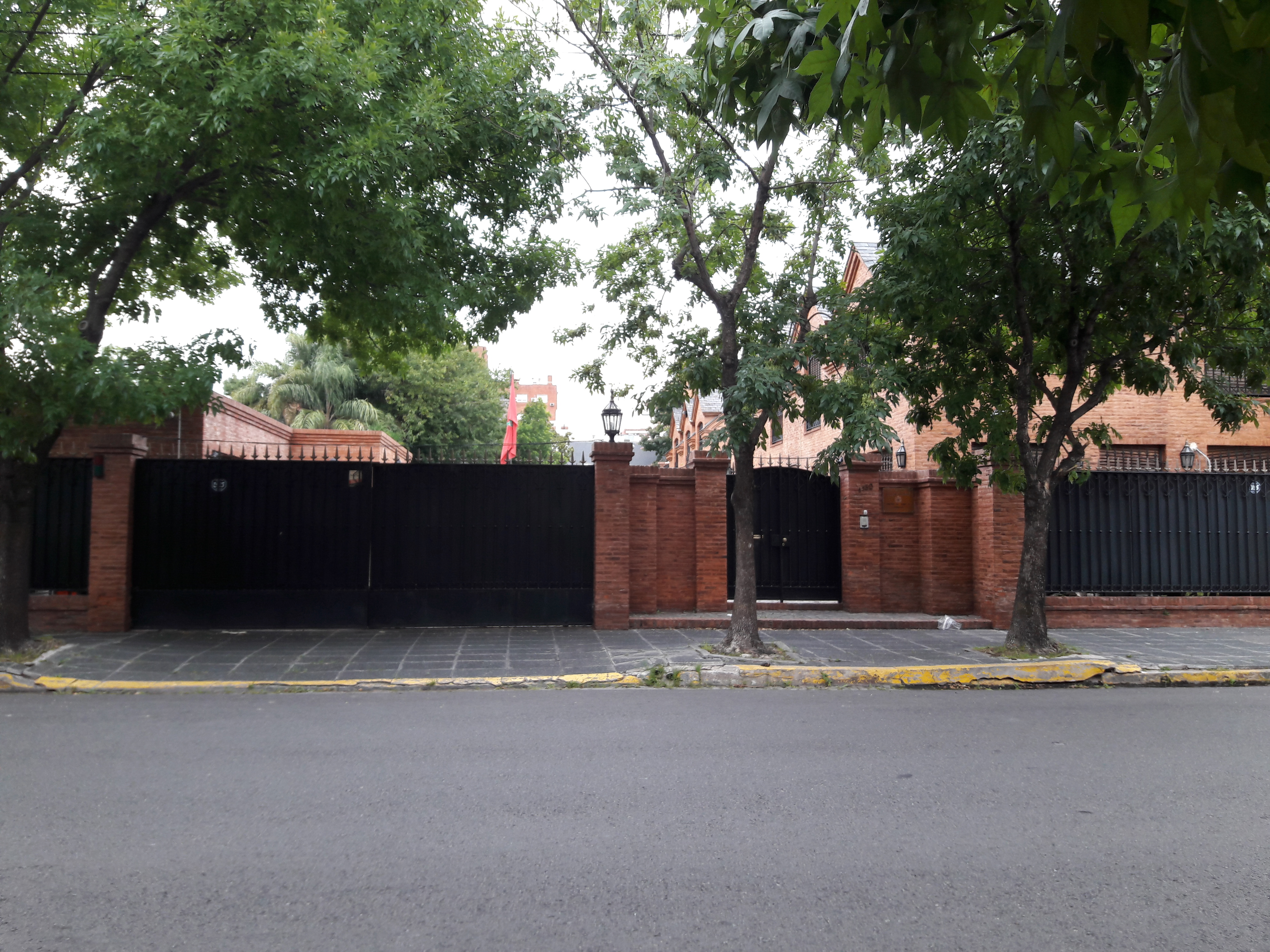
Ambassade du Maroc
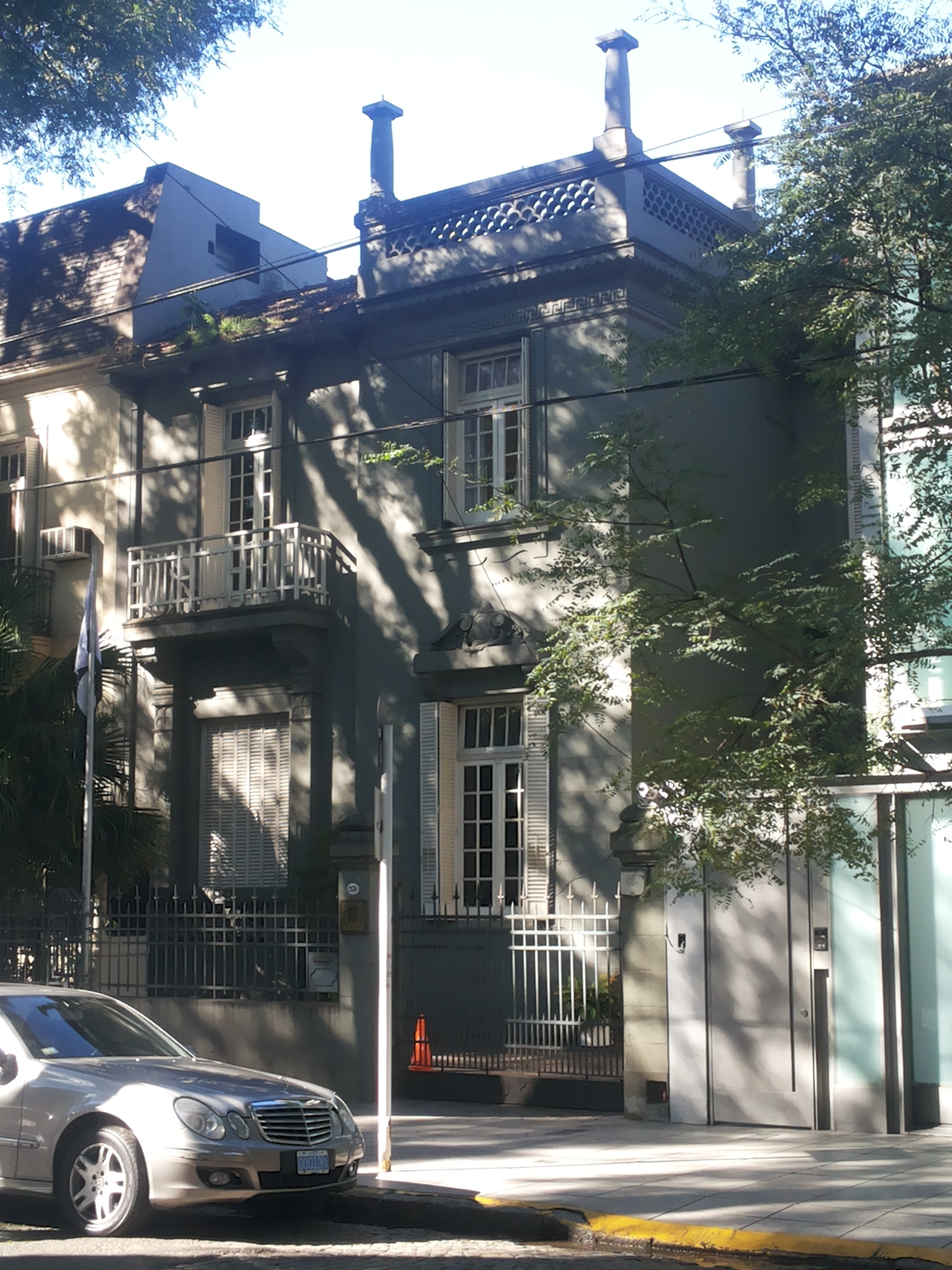
Ambassade du Pakistan
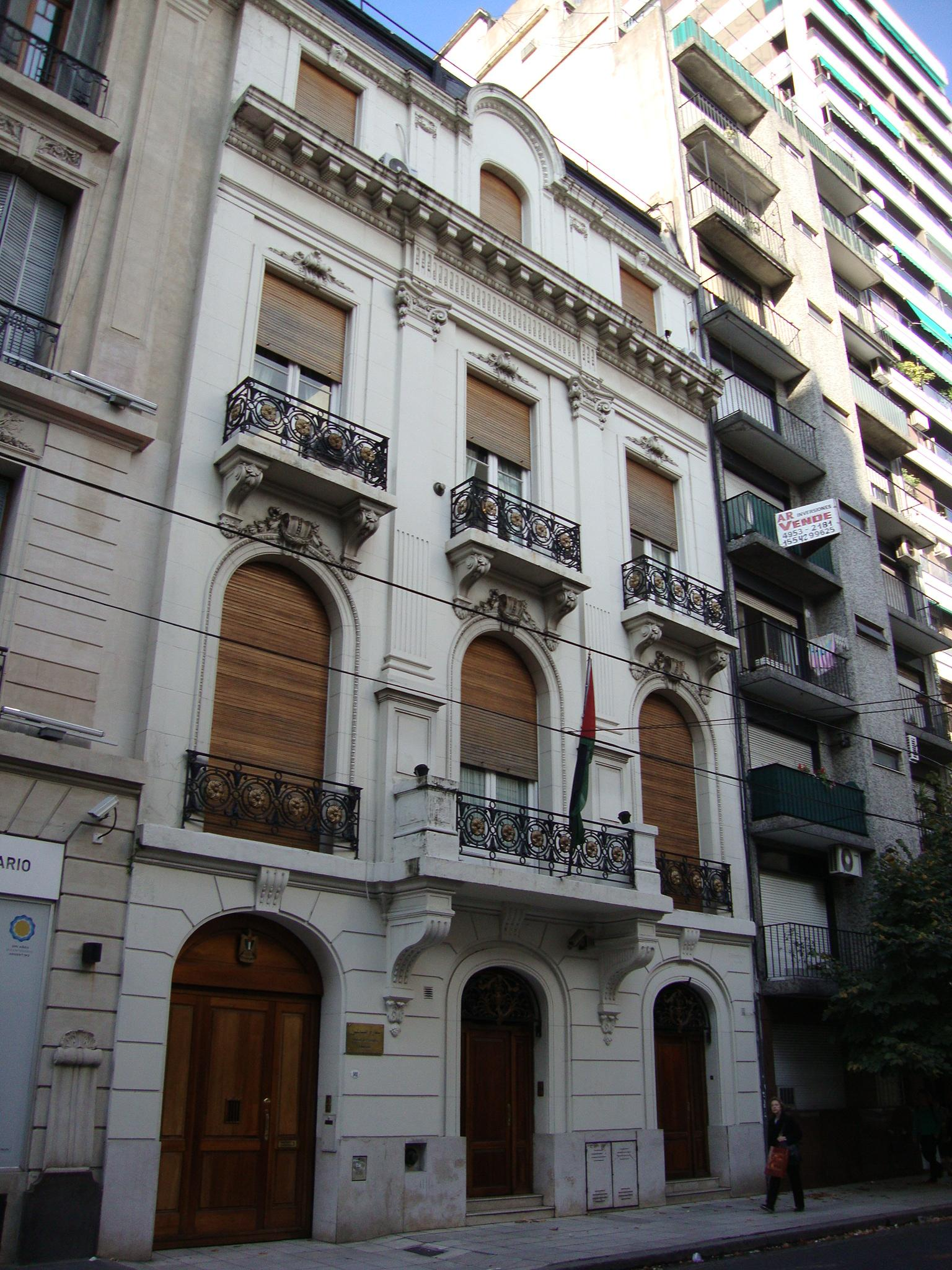
Ambassade de Palestine
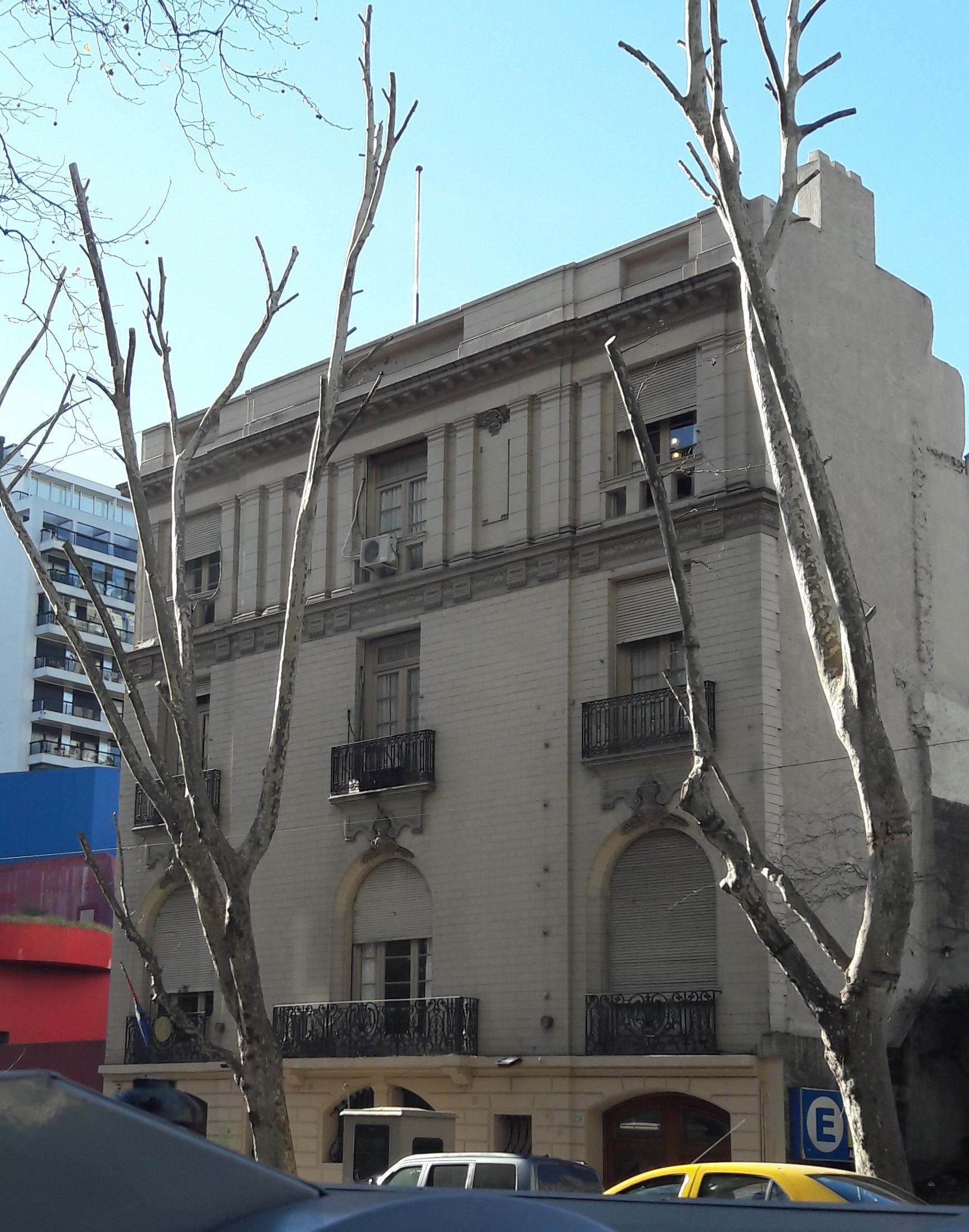
Ambassade du Paraguay
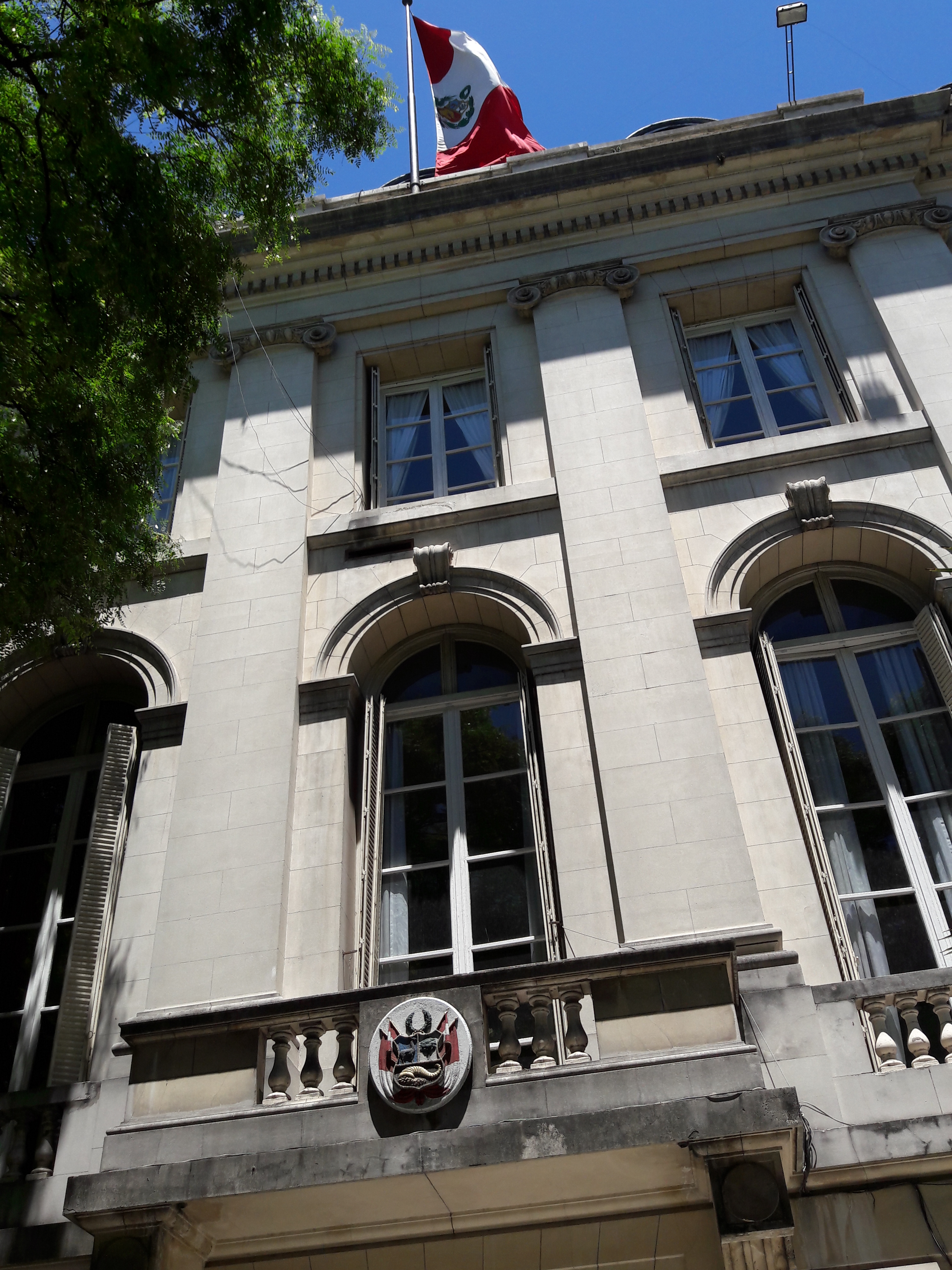
Ambassade du Pérou
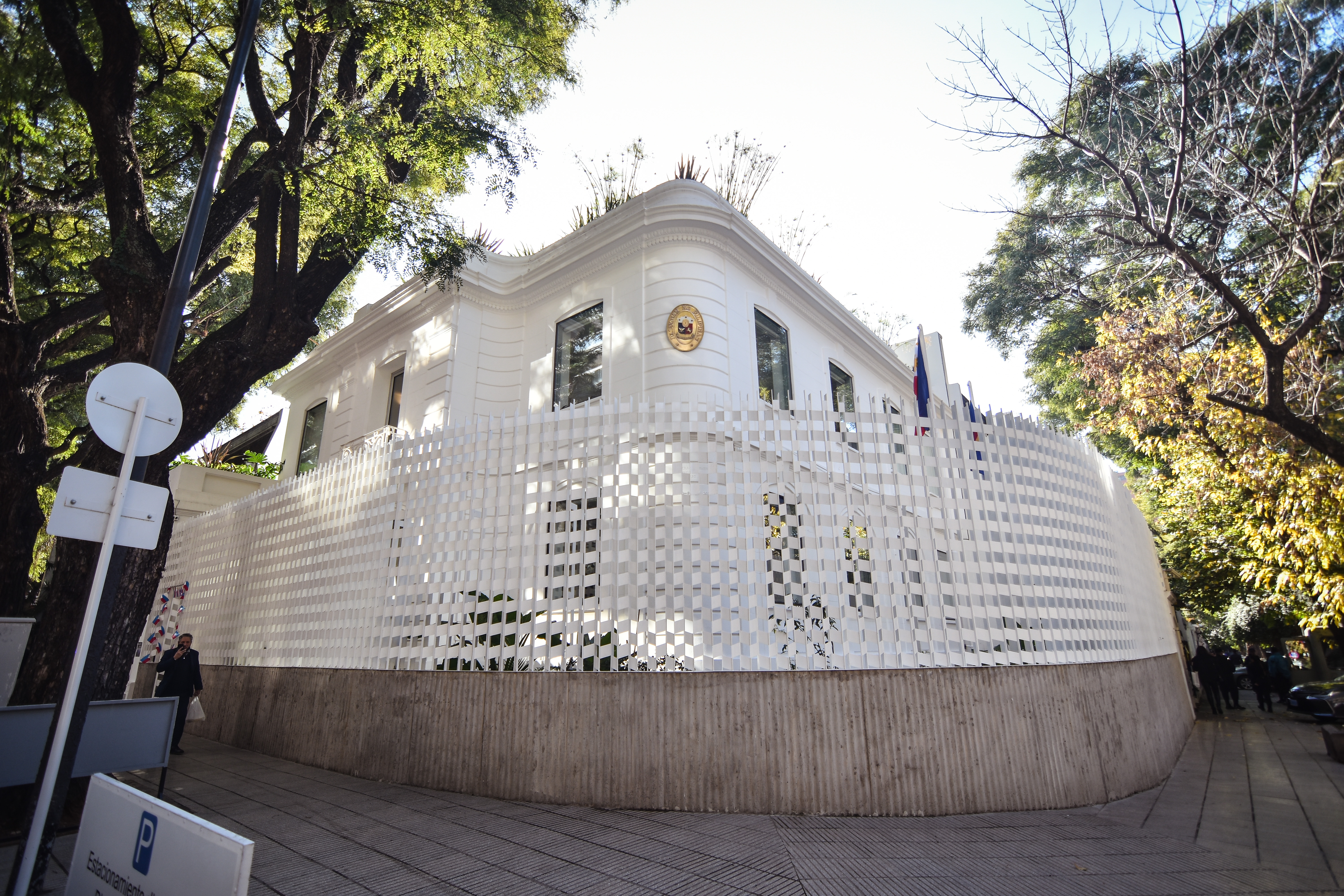
Ambassade des Philippines
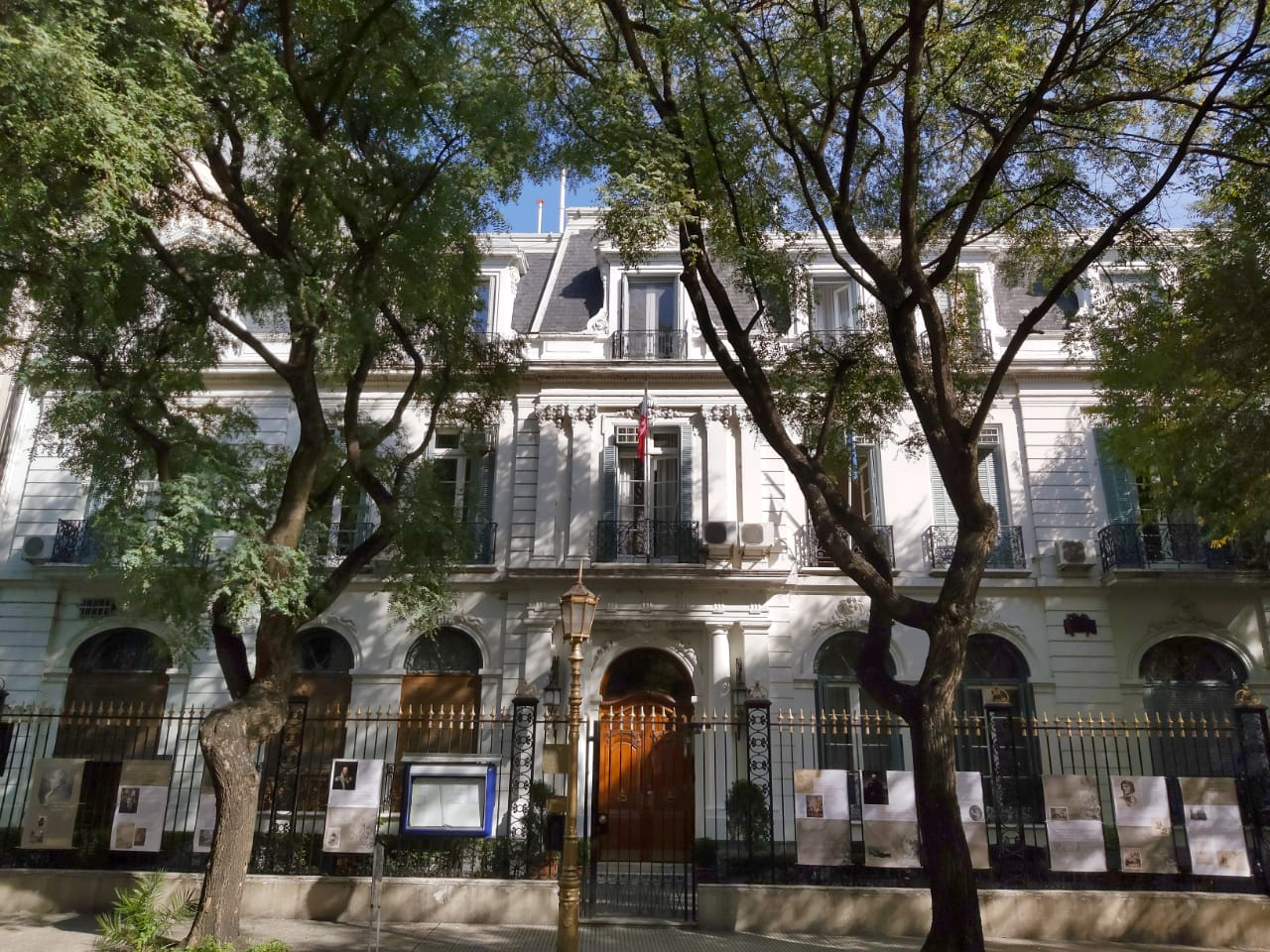
Ambassade de Pologne
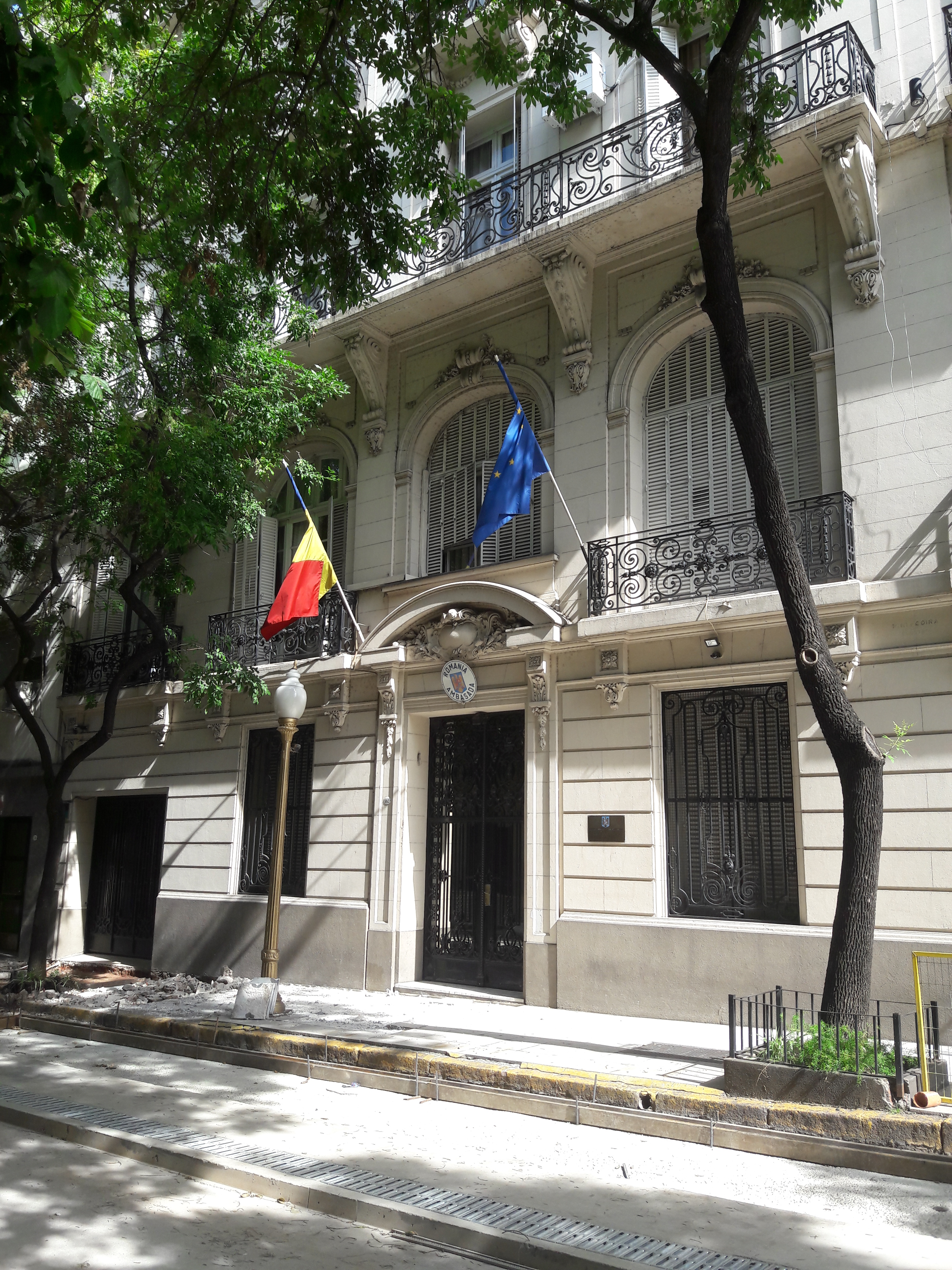
Ambassade de Roumanie
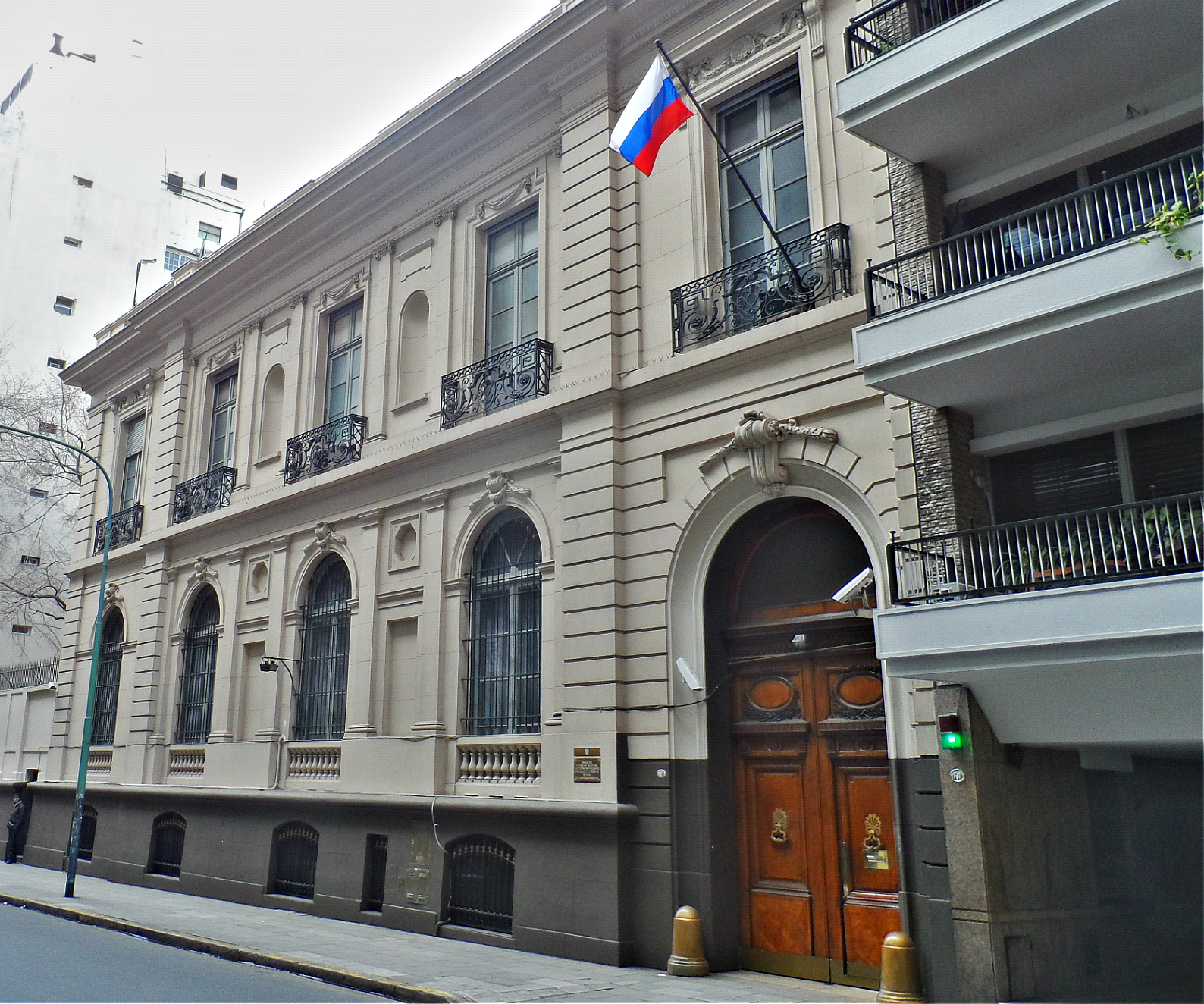
Ambassade de Russie
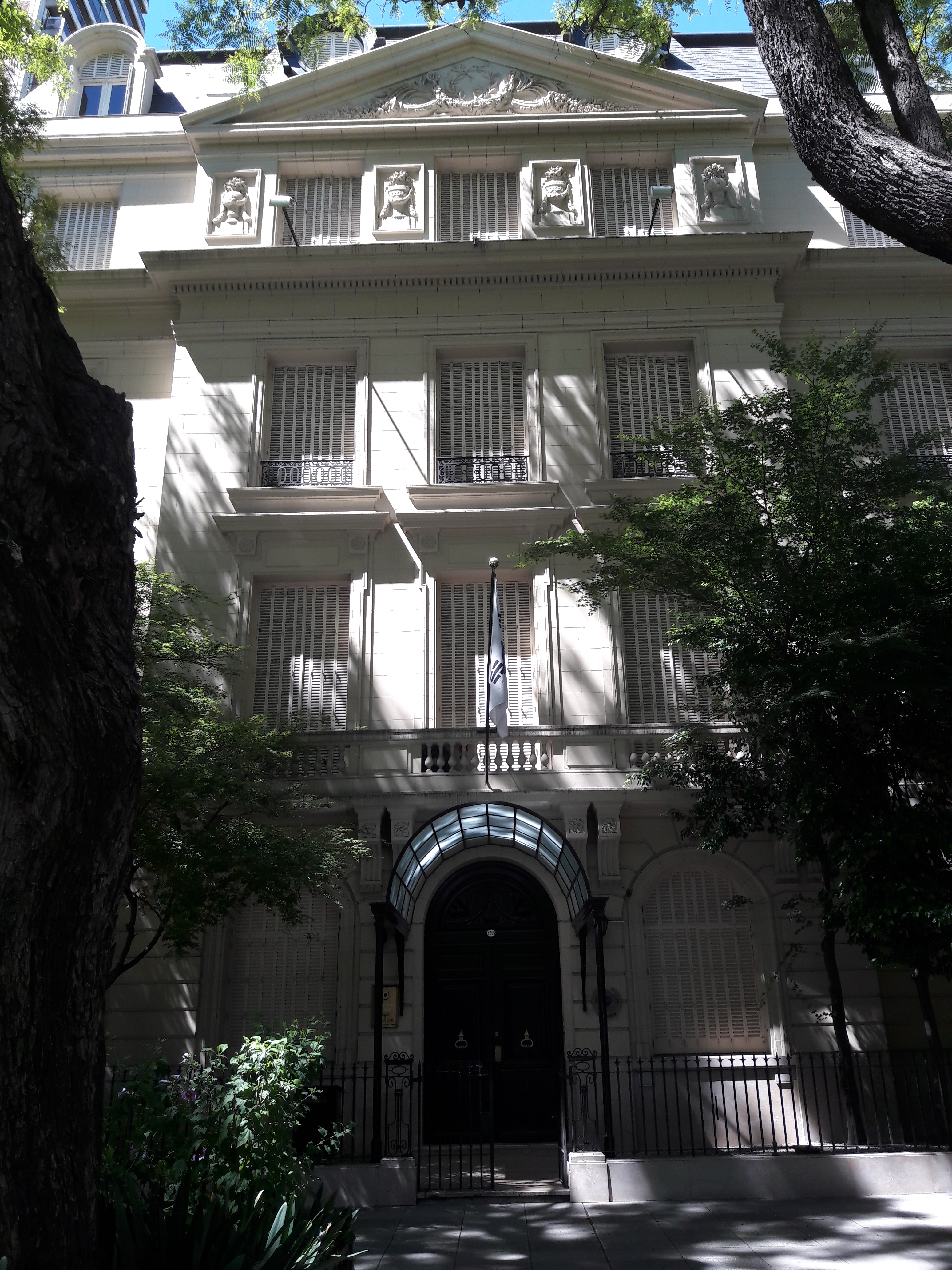
Ambassade de Corée du Sud
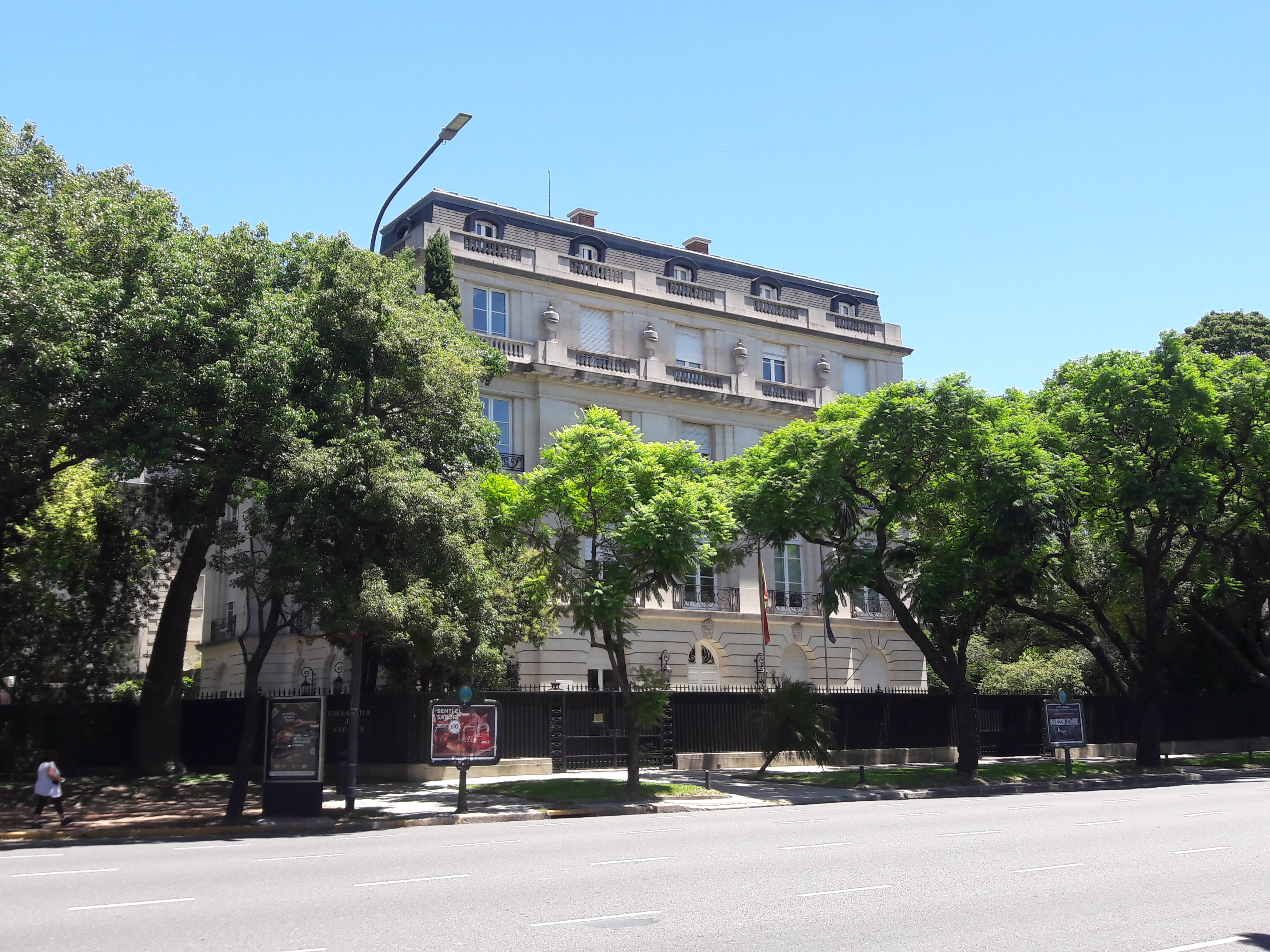
Ambassade d'Espagne
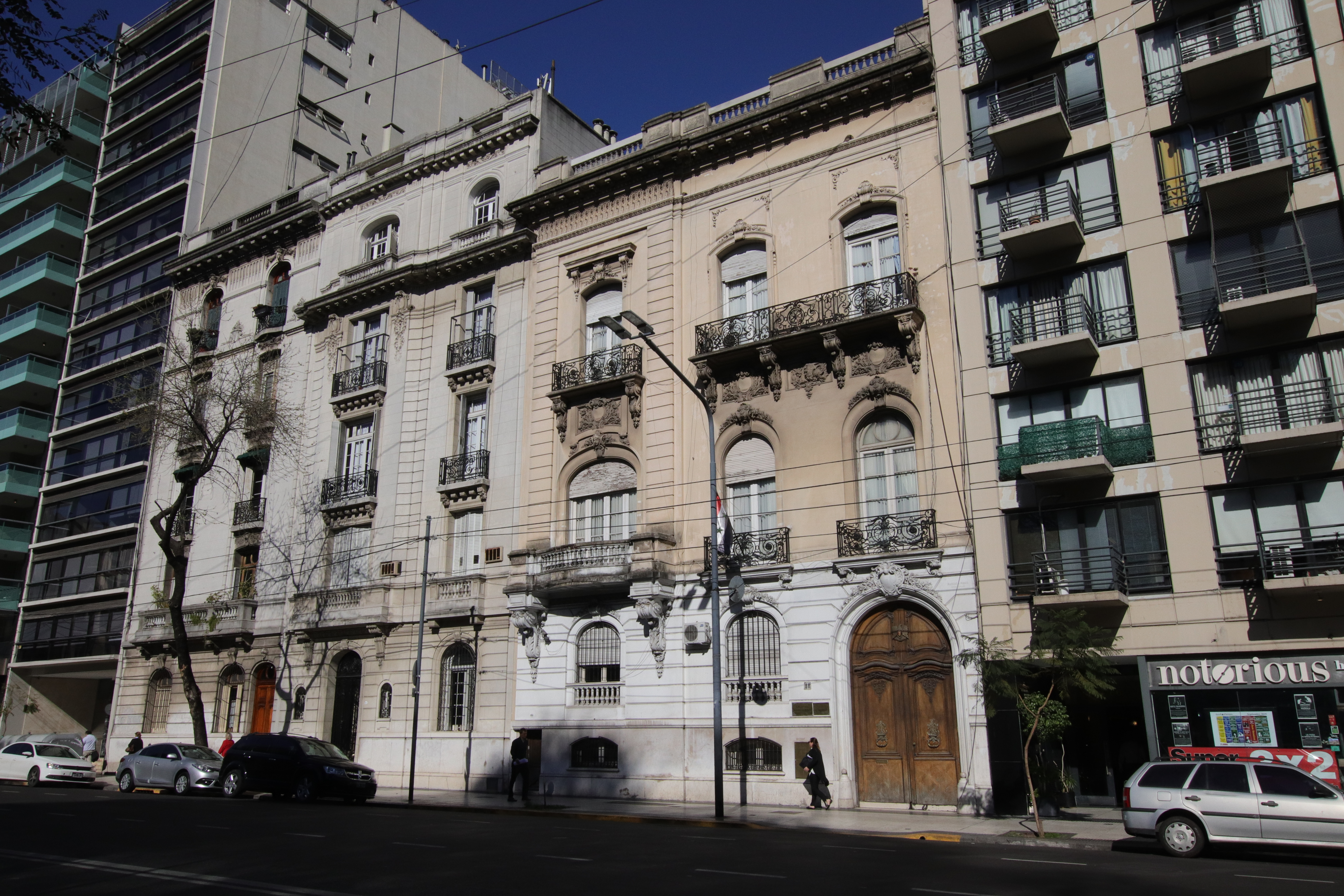
Ambassade de Syrie
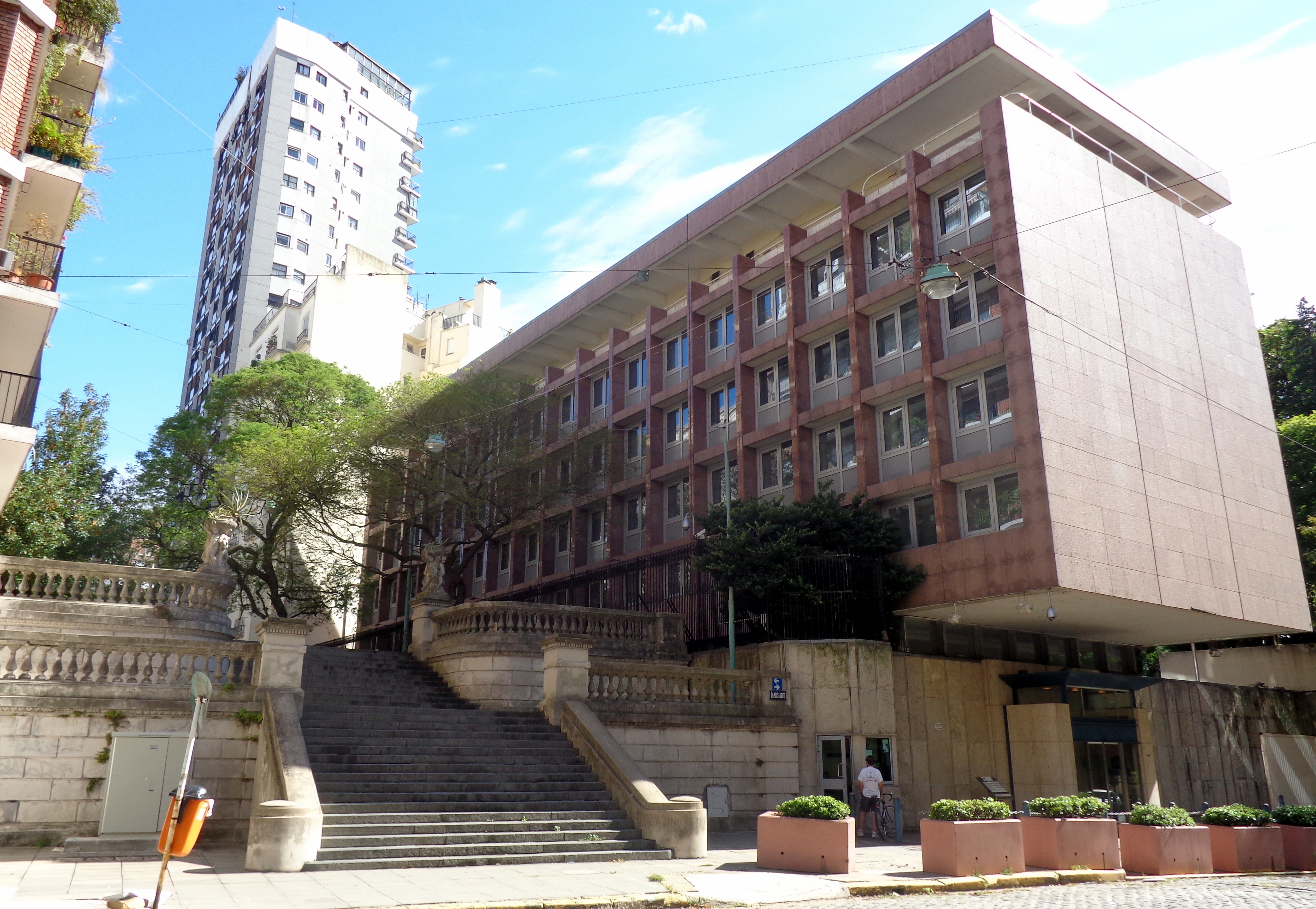
Ambassade du Royaume-Uni
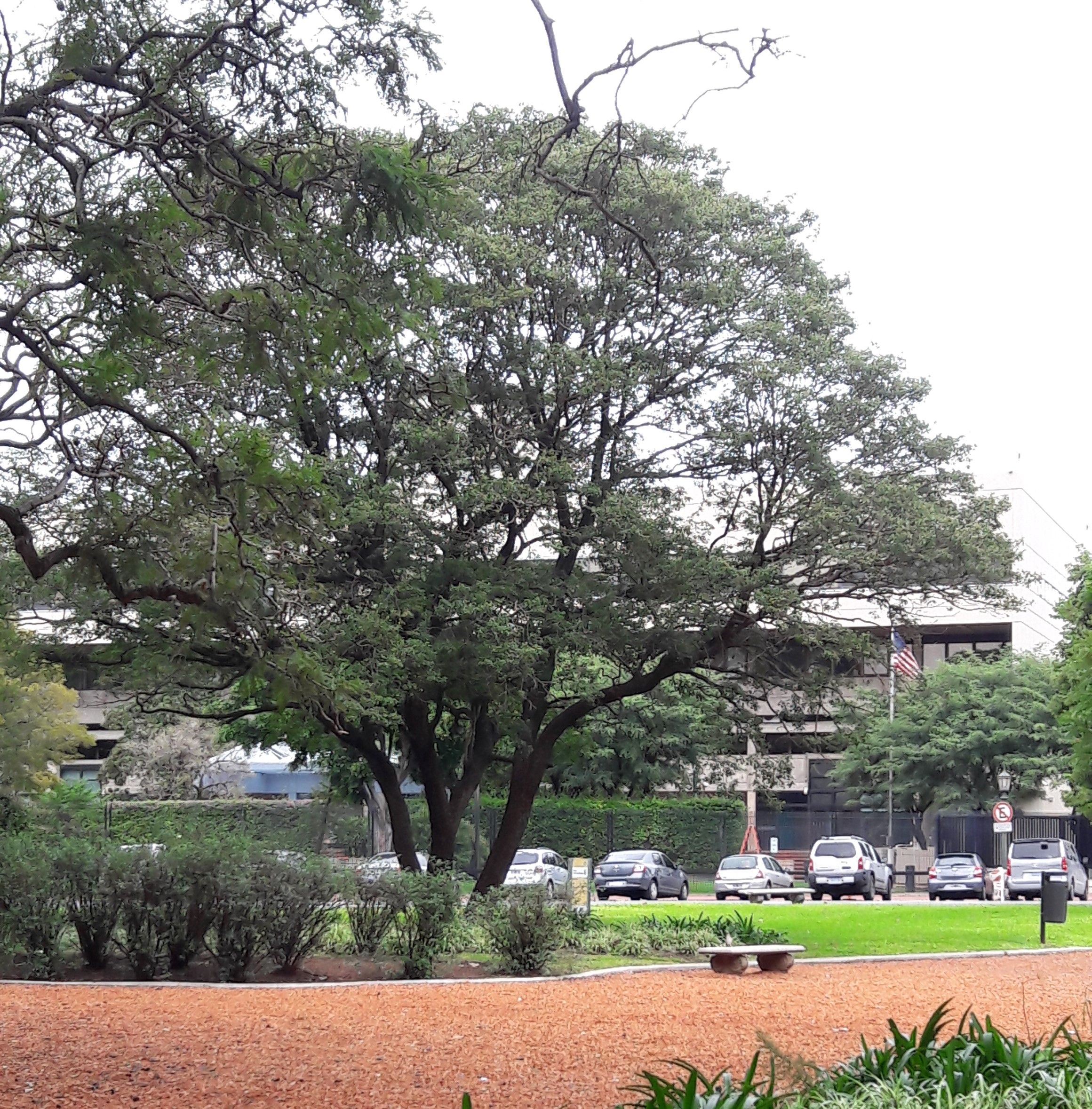
Ambassade des États-Unis
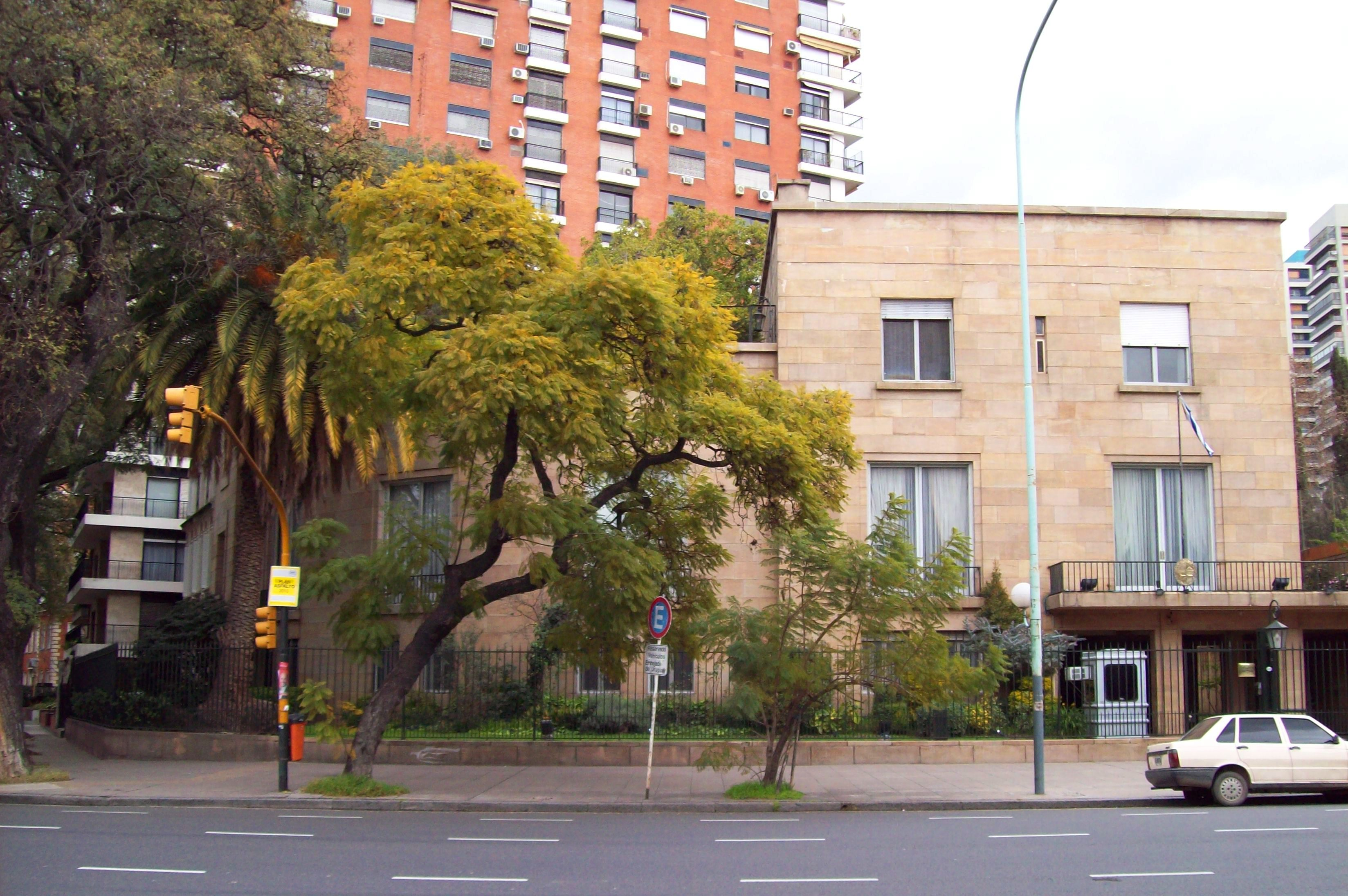
Résidence de l'Ambassade de l'Uruguay
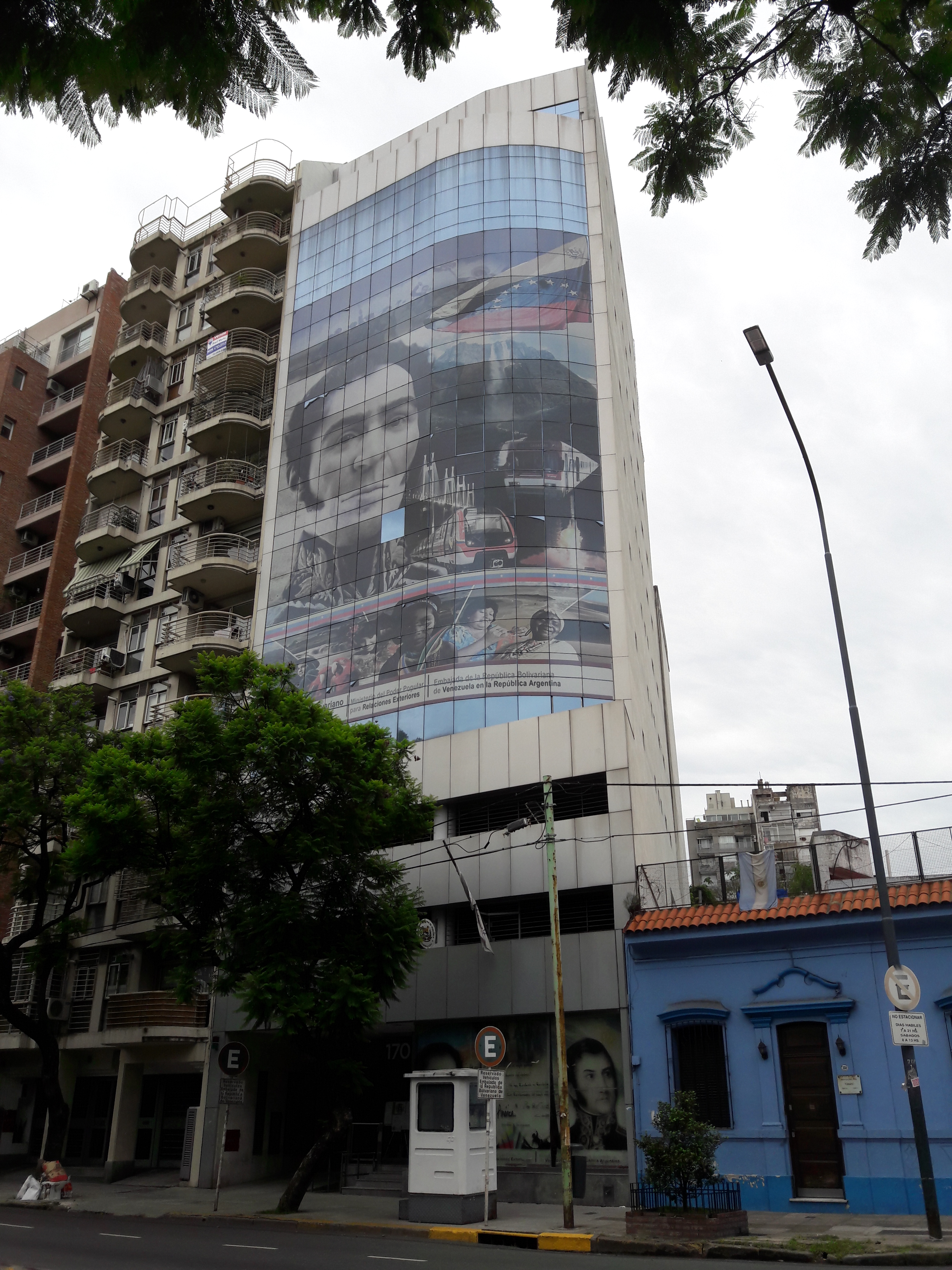
Ambassade du Venezuela

## Représentations consulaires

### Bahía Blanca
- Chili (Consulat)
- Espagne (Consulat général)
- Italie (Consulat général)

### Bariloche
- Chili (Consulat général)

### Clorinda
- Paraguay (Consulat)[1]

### Comodoro Rivadavia
- Chili (Consulat)

### Concordia
- Uruguay (Consulat général)

### Córdoba
| - Bolivie - Brésil - Chili - Espagne | - Italie - Paraguay - Pérou - Uruguay |

### Corrientes
- Paraguay (Consulat)

### Formosa
- Paraguay (Consulat)[1]

### Gualeguaychú
- Uruguay (Consulat)

### Jujuy
- Bolivie (Consulat)

### La Plata
- Italie (Consulat général)
- Paraguay (Consulat)[1]
- Pérou (Consulat général)[3]

### La Quiaca
- Bolivie (Consulat)

### Lomas de Zamora
- Italie (Agence consulaire)

### Mar del Plata
- Chili (Consulat)
- Italie (Consulat)

### Mendoza
| - Bolivie (Consulat) - Brésil (Consulat général) - Chili (Consulat général) - Espagne (Consulat général) | - Italie (Consulat) - Paraguay (Consulat) - Pérou (Consulat général) |

### Morón
- Italie (Agence consulaire)

### Neuquén
- Chili (Consulat général)

### Orán
- Bolivie (Consulat)

### Paso de los Libres
- Brésil (Consulat)[5]

### Pocito
- Bolivie (Consulat)

### Posadas
- Paraguay (Consulat)[1]

### Puerto Iguazú
- Brésil (Consulat)[5]
- Paraguay (Consulat)[1]

### Resistencia
- Paraguay (Consulat)[1]

### Río Gallegos
- Chili (Consulat général)

### Río Grande
- Chili (Consulat)

### Rosario
| - Bolivie (Consulat) - Chili (Consulat général) - Espagne (Consulat général) - Italie (Consulat général) - Paraguay (Consulat) - Uruguay (Consulat général) |

### Salta
- Bolivie (Consulat)
- Chili (Consulat général)
- Paraguay (Consulat)[1]

### San Justo
- Paraguay (Consulat)[1]

### Ushuaïa
- Chili (Consulat)

### Viedma
- Bolivie (Consulat)

## Non-resident embassies accredited to Argentina

### Brasilia
| - Barbade - Botswana - Cameroun - Cap-Vert, - Chypre | - Corée du Nord - Éthiopie - Ghana - Kenya - Malawi | - Mozambique - Népal - Oman - Sri Lanka - Tanzanie |

### La Valette
- Malte

### Madrid
- Lituanie

### New York
- Cambodge[12]

### Ottawa
- Afghanistan
- Brunei[13]

### Rome
- Saint-Marin

### Washington
- Eswatini
- Lesotho
- Madagascar[14]
- Rwanda[15]

## Représentations fermées
| Villes       | Pays               | Représentation   | Année de fermeture | Références |
| ------------ | ------------------ | ---------------- | ------------------ | ---------- |
| Buenos Aires | Bosnie-Herzégovine | Ambassade        | 2007               | [ 16 ]     |
| Buenos Aires | Danemark           | Ambassade        | 2022               | [ 17 ]     |
| Buenos Aires | Irak               | Ambassade        | 1993               | ,          |
| Buenos Aires | Lituanie           | Ambassade        | 2012               | [ 20 ]     |
| Paraná       | Uruguay            | Consulat général | 2020               | [ 21 ]     |